# Galerie du Système solaire
Voici une galerie du Système solaire.
Sont listés les objets naturels (à l'exclusion donc des satellites artificiels et des sondes) du Système solaire.
Pour chaque planète les satellites sont classés par ordre de distance à l'astre.

## Planètes

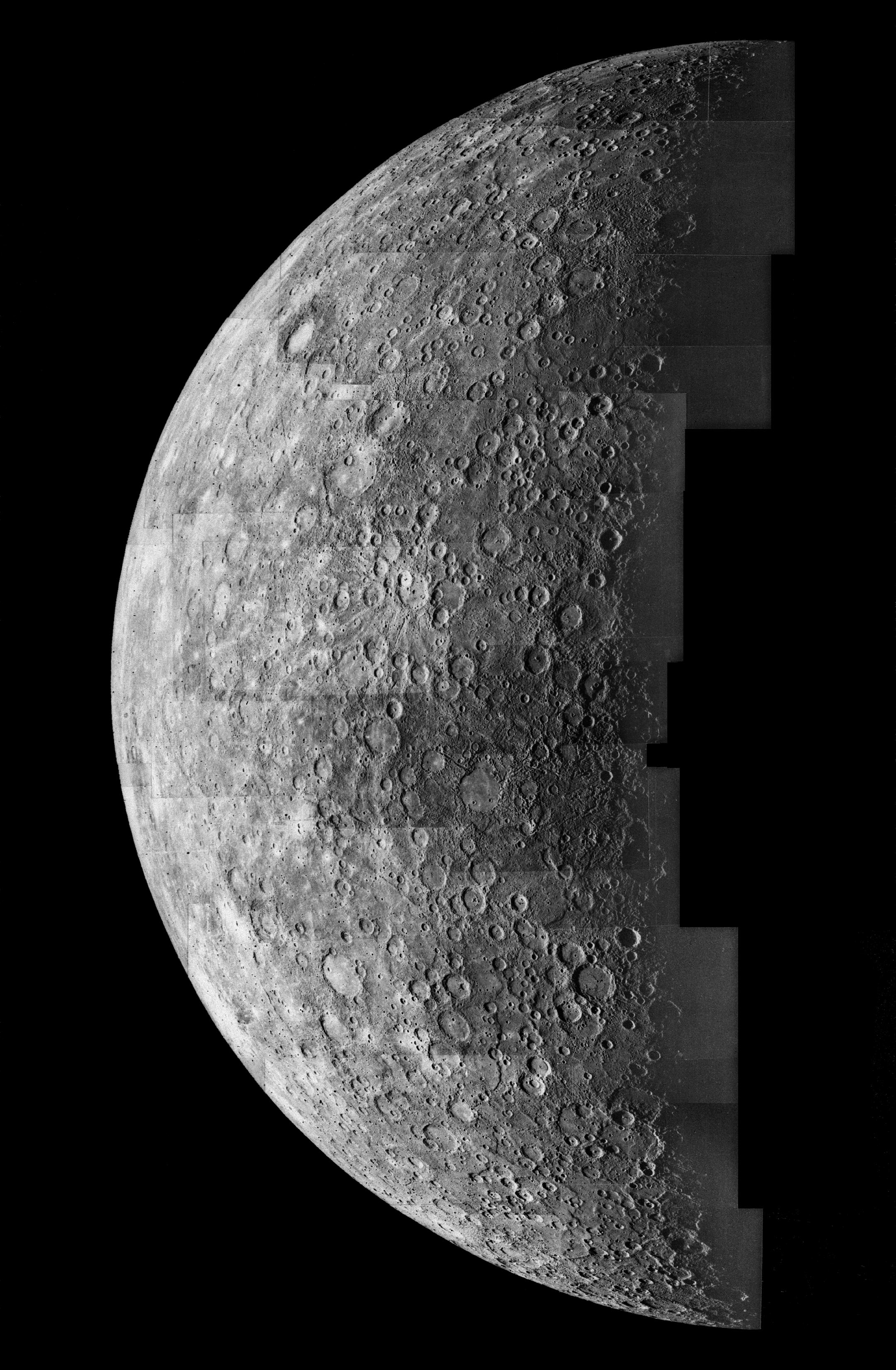
Mercure
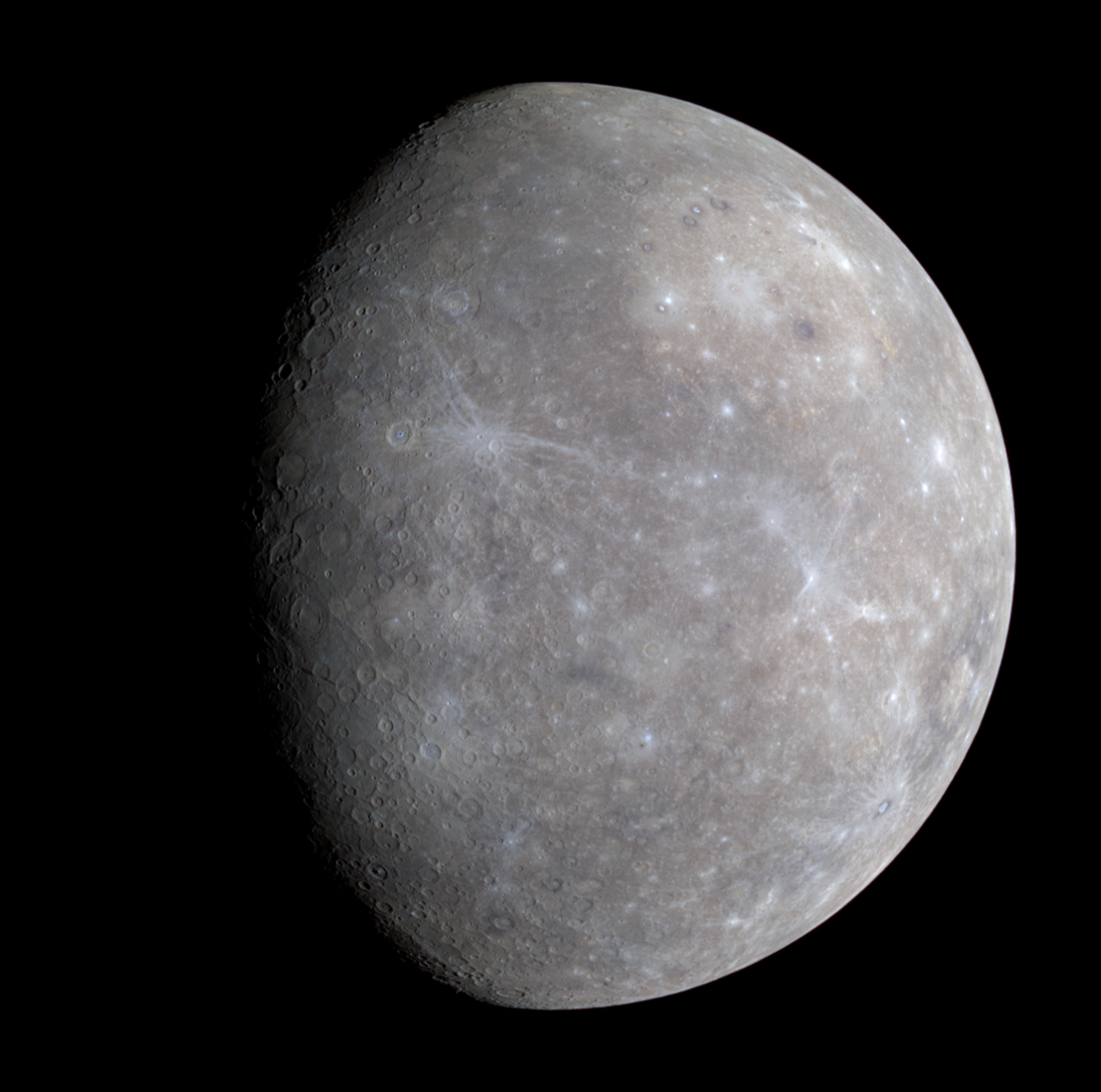
Mercure 2008, MESSENGER
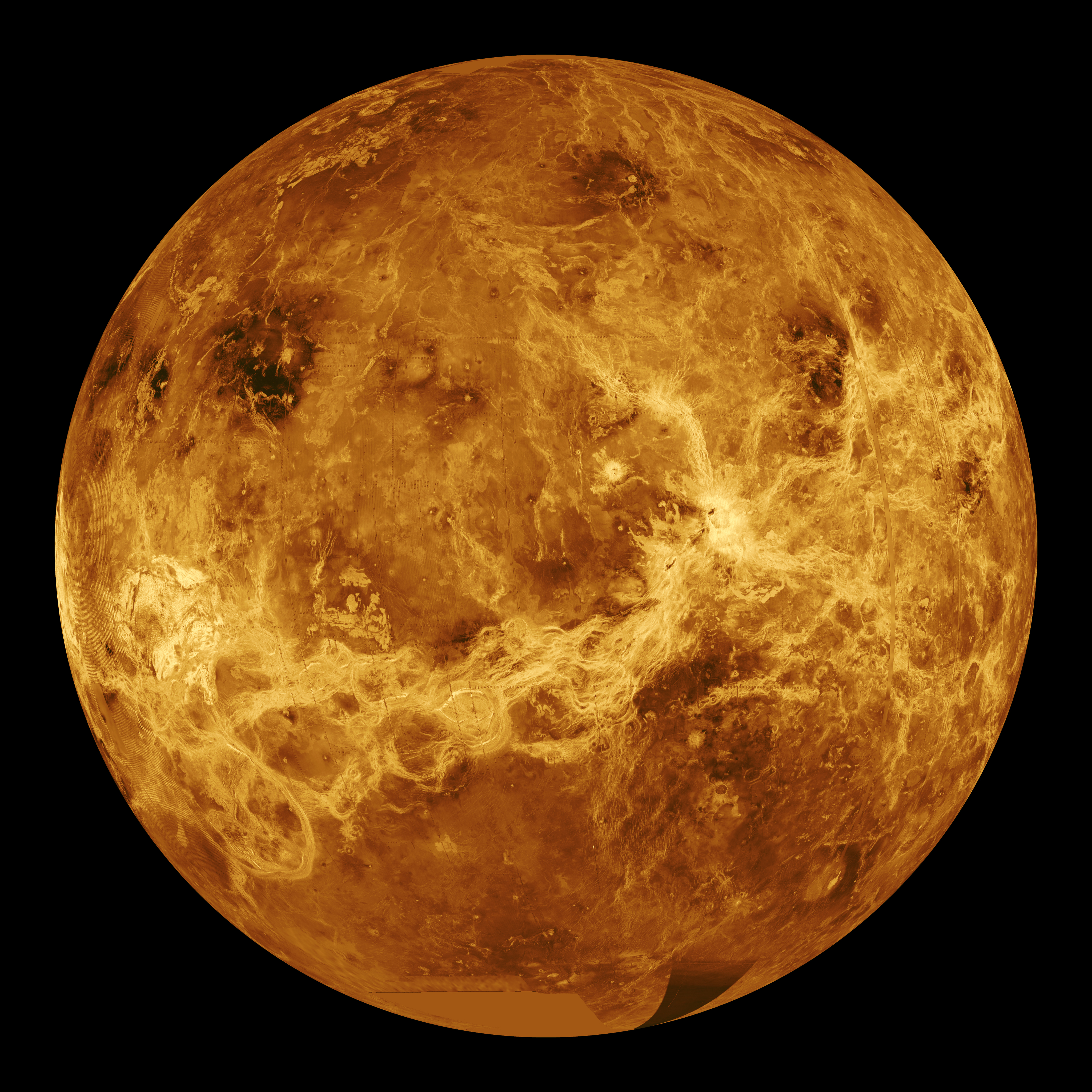
Vénus
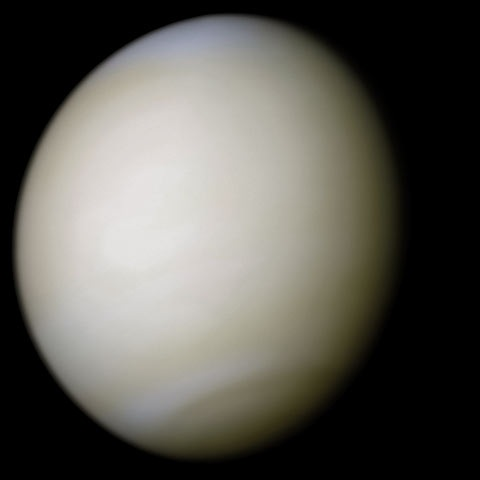
Vénus 1974, Mariner 10
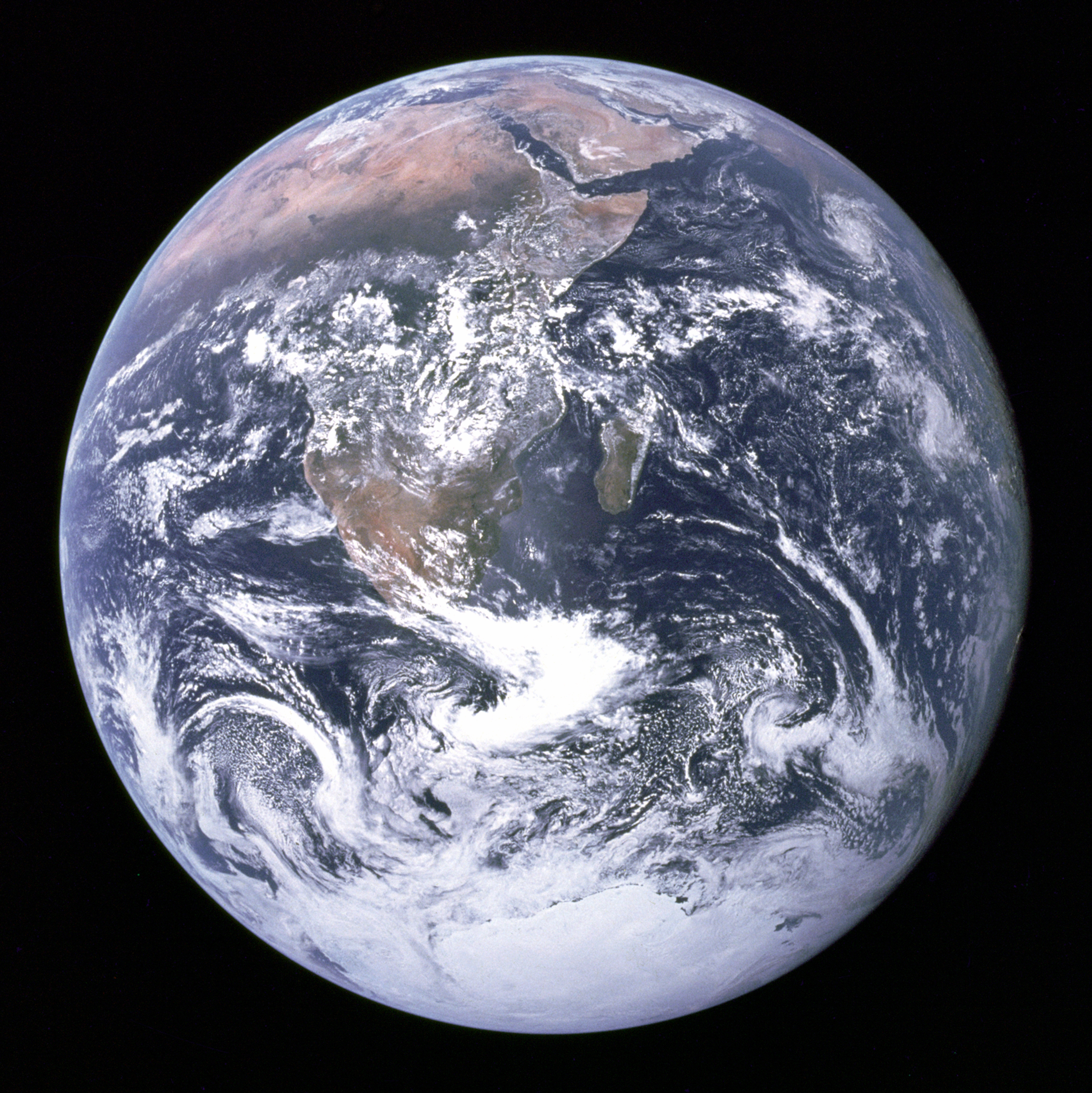
Terre 1972, Apollo 17
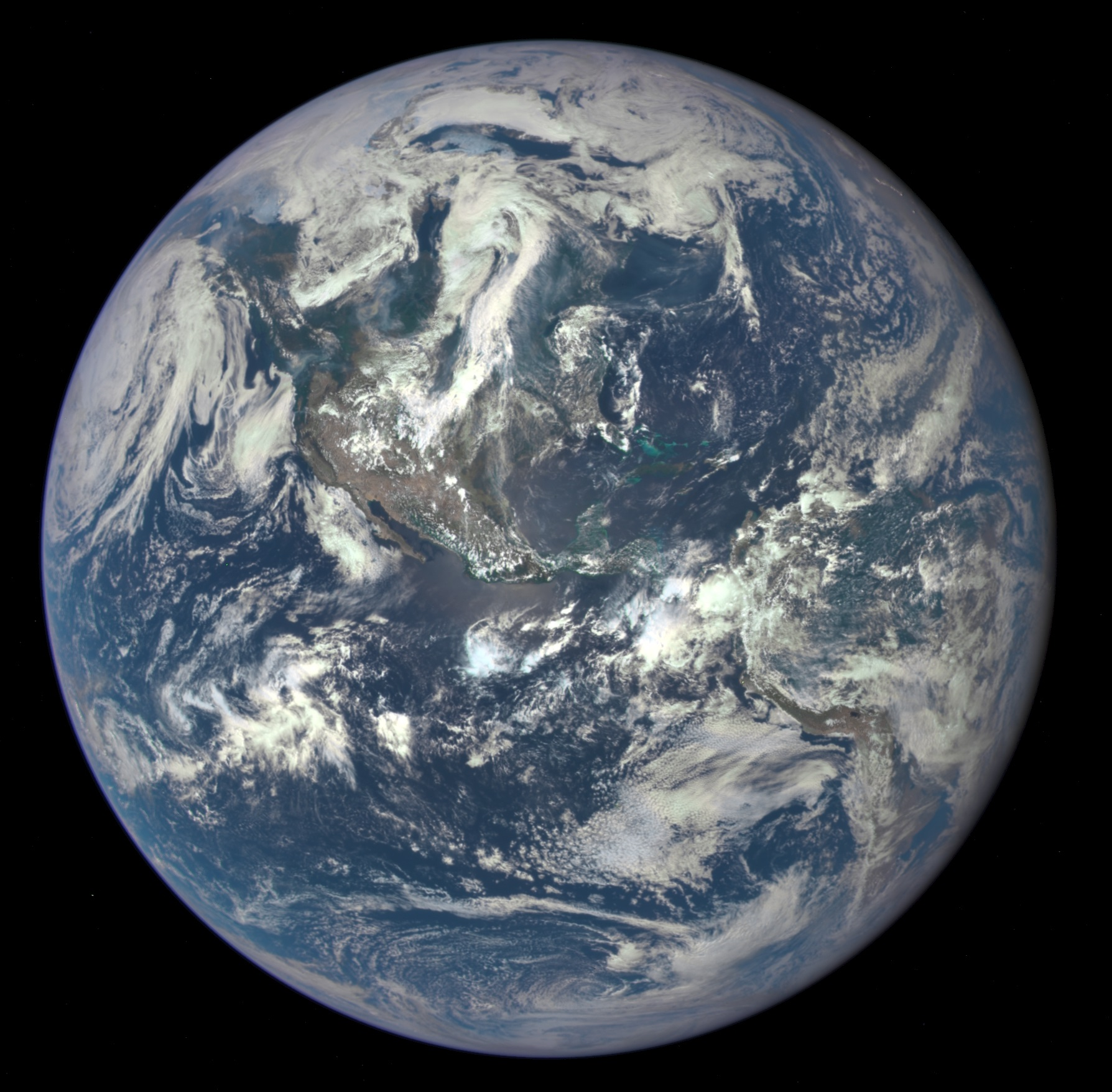
Terre 2015, DSCOVR
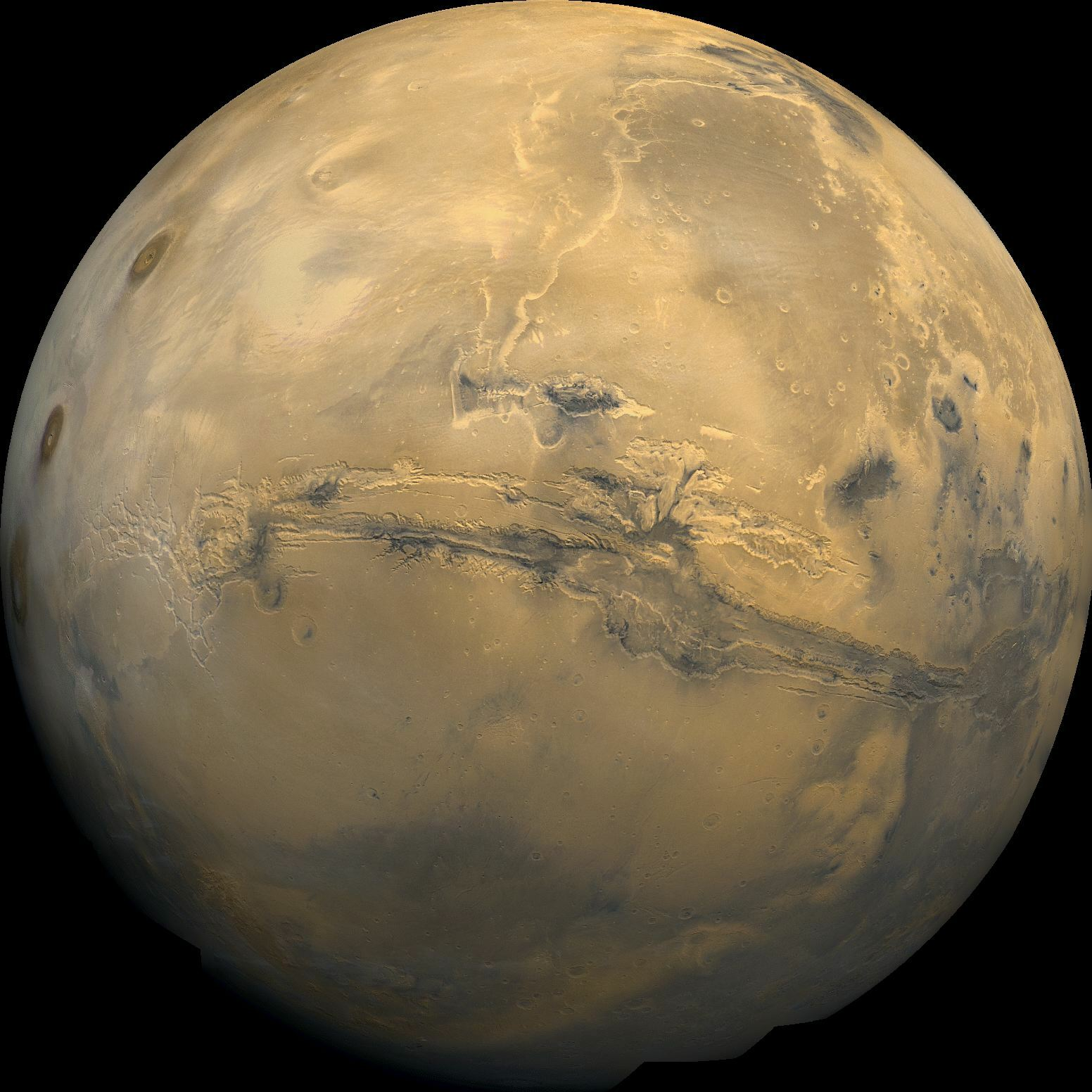
Mars 1980, Viking 1
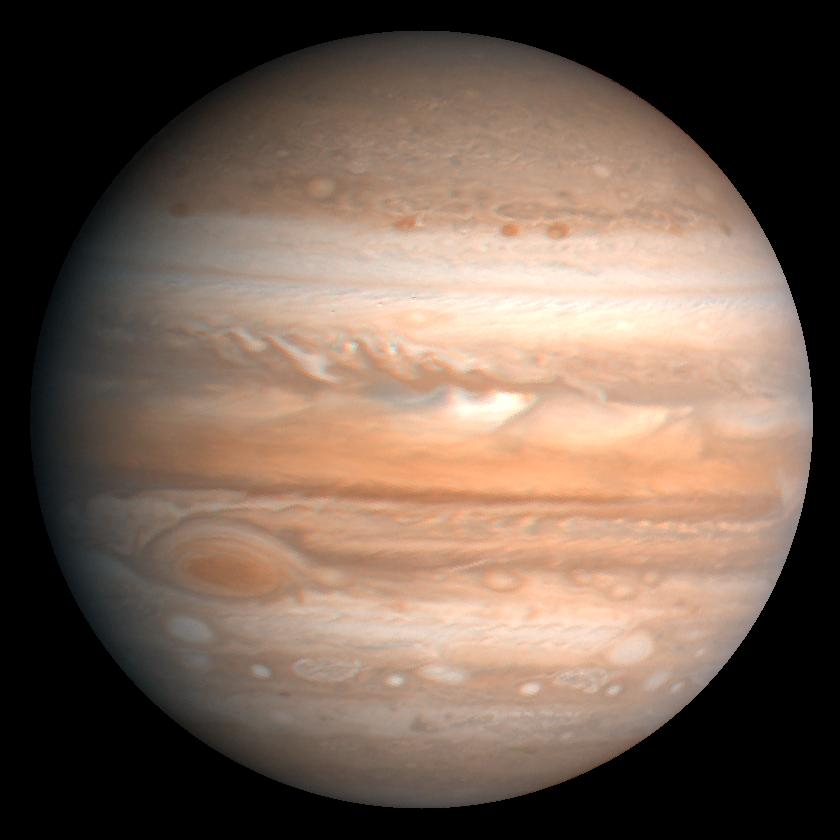
Jupiter 1979, Voyager 2
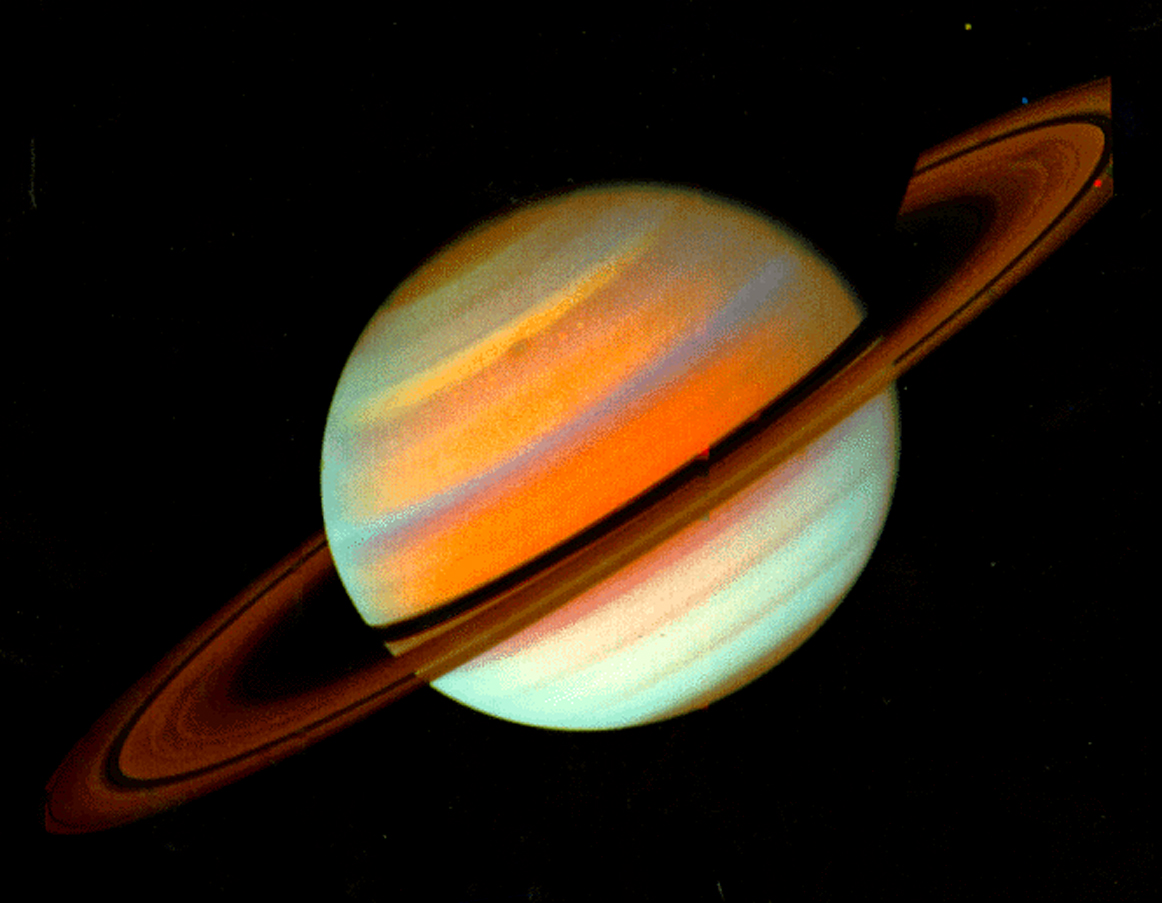
Saturne
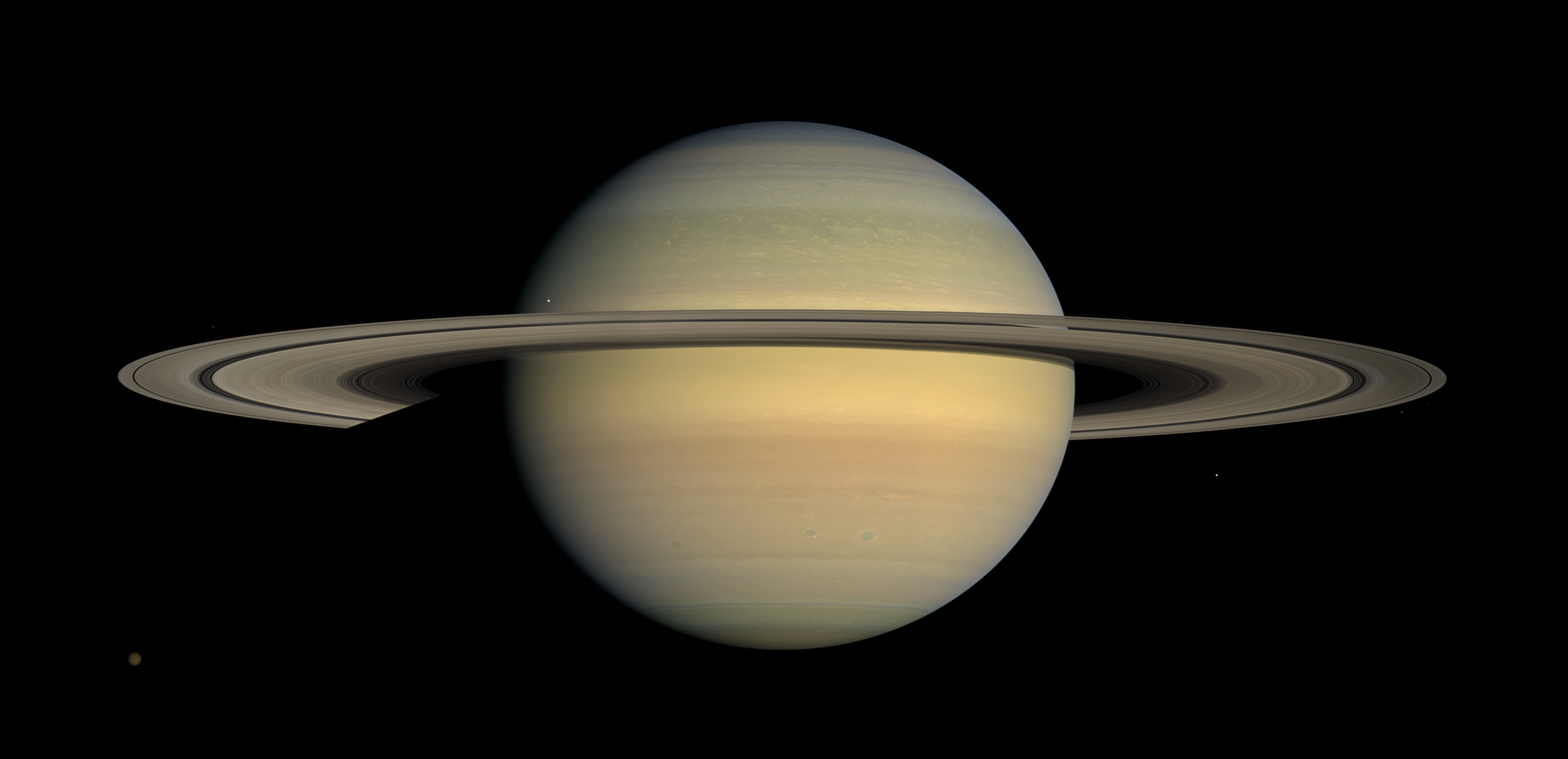
Saturne 2008, Cassini
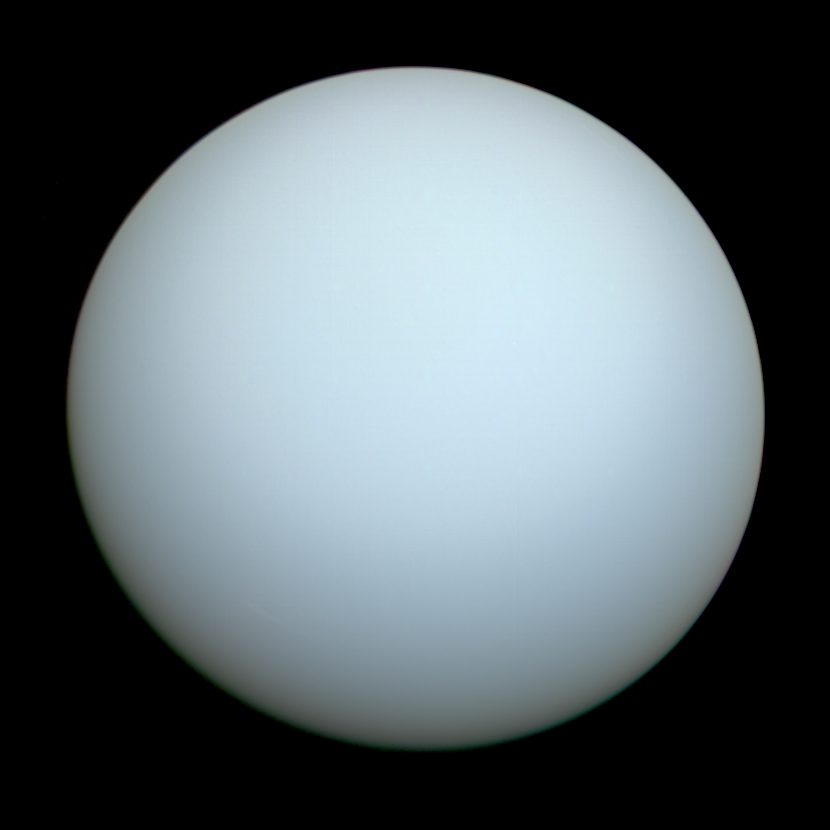
Uranus
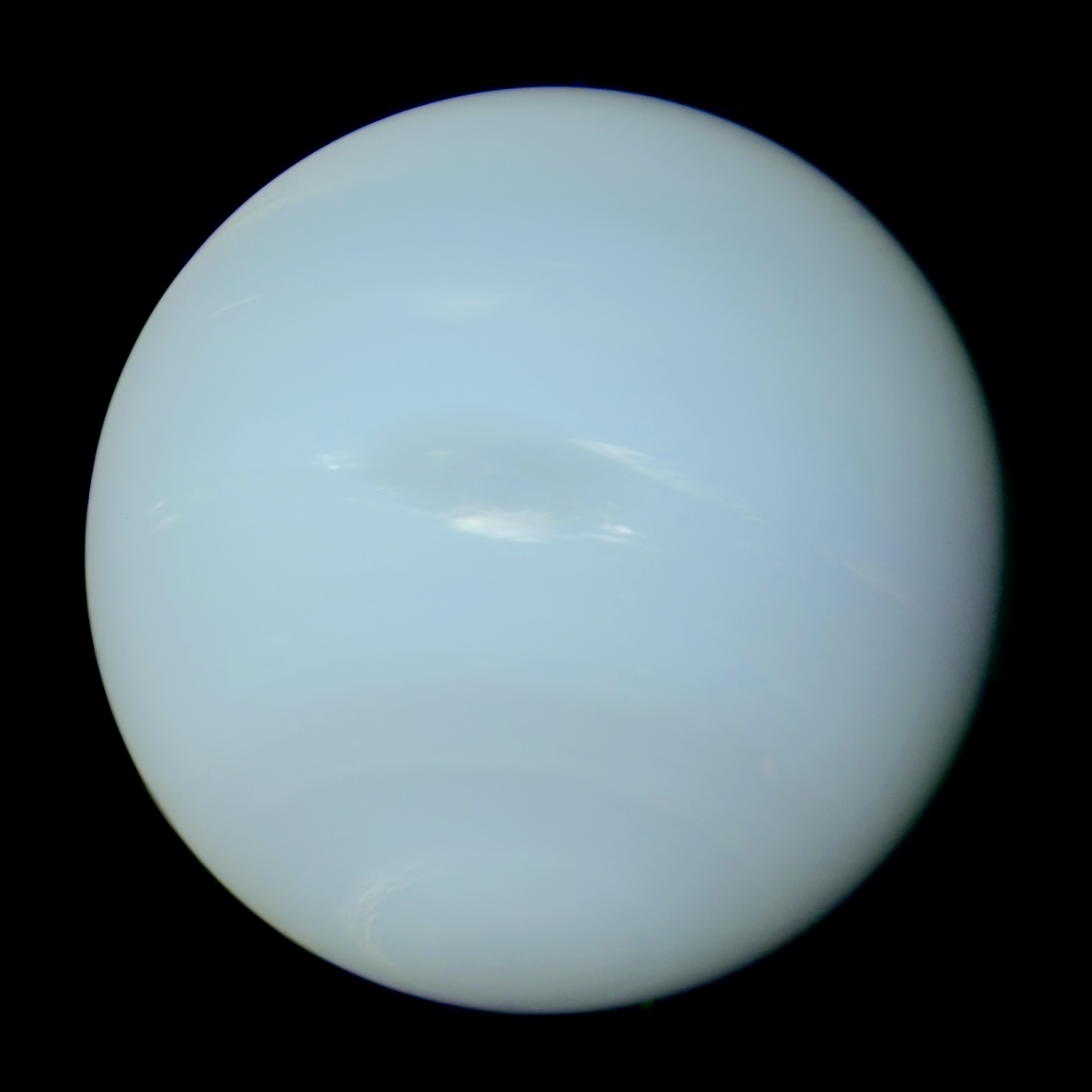
Neptune

## Planètes naines

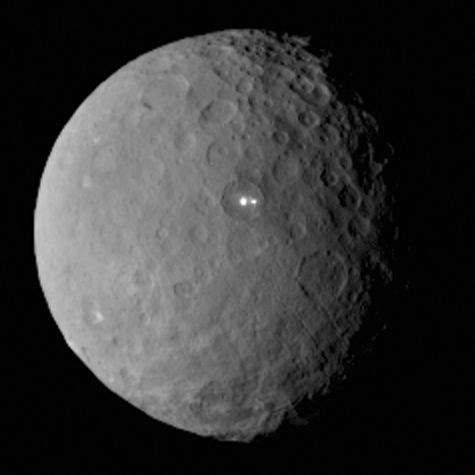
Cérès 2015, Dawn
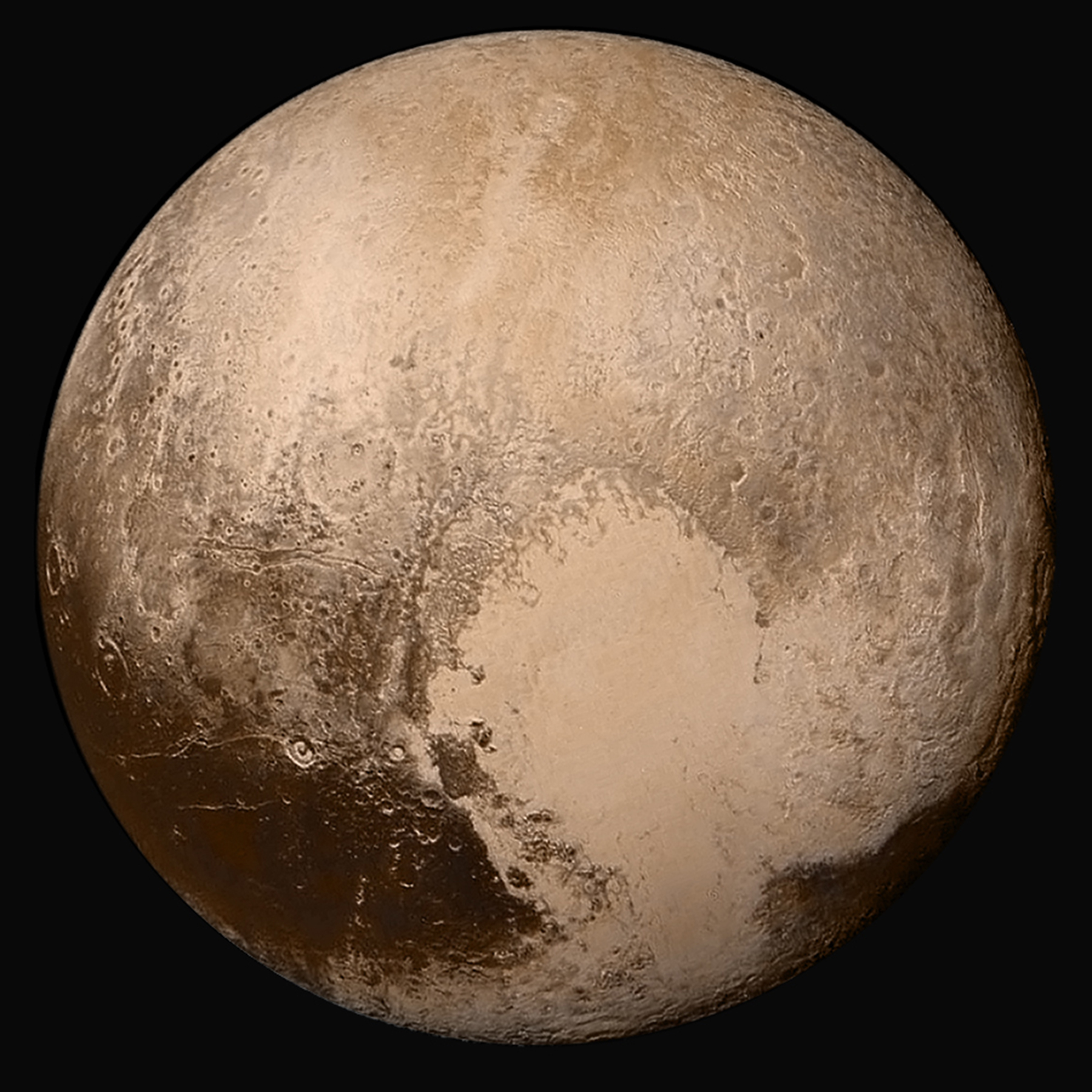
Pluton 2015, New Horizons
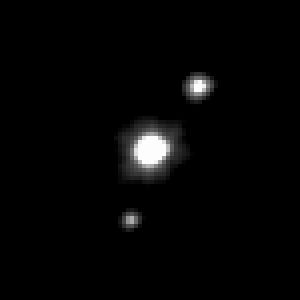
Hauméa 2015, Hubble
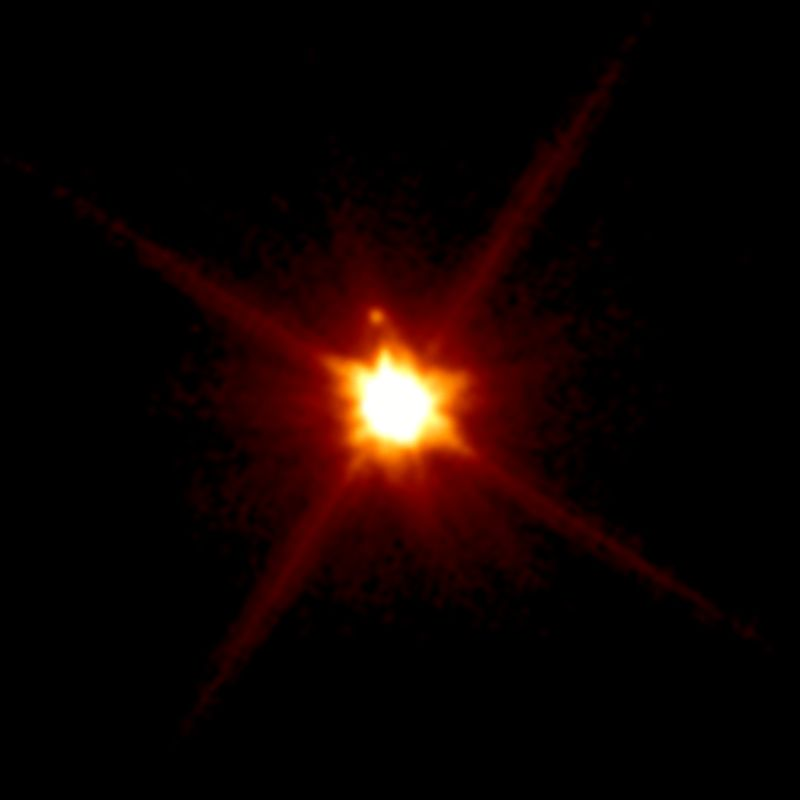
Makémaké 2015, Hubble
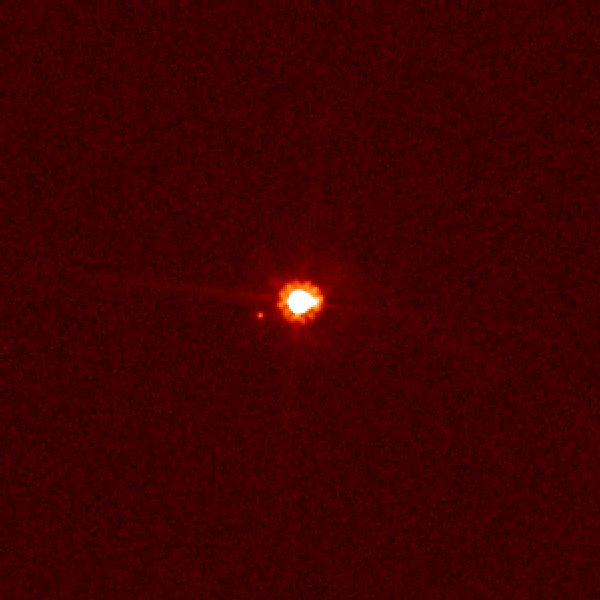
Éris 2006, Hubble

## Satellites

### Satellite de la Terre

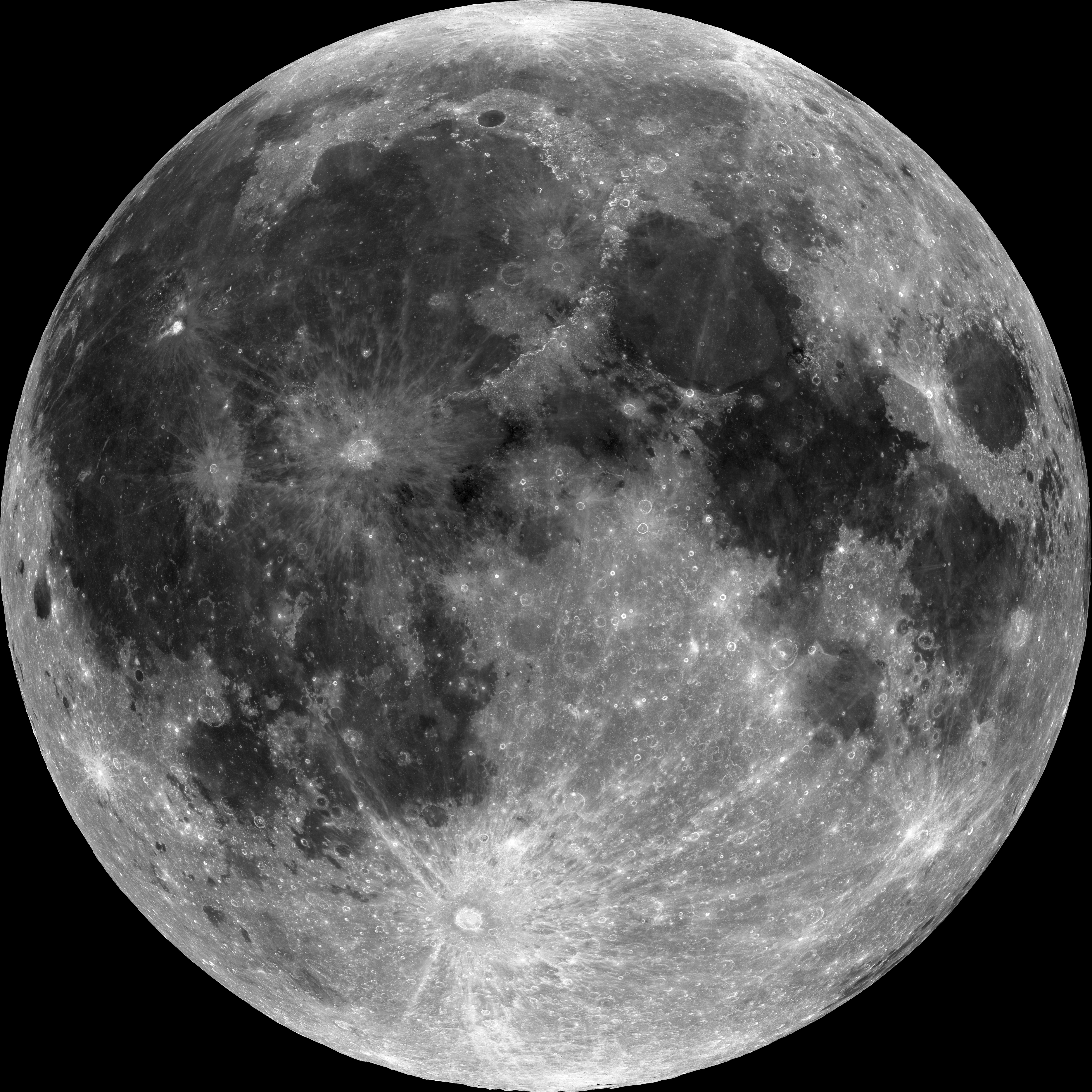
Lune 2009, LRO
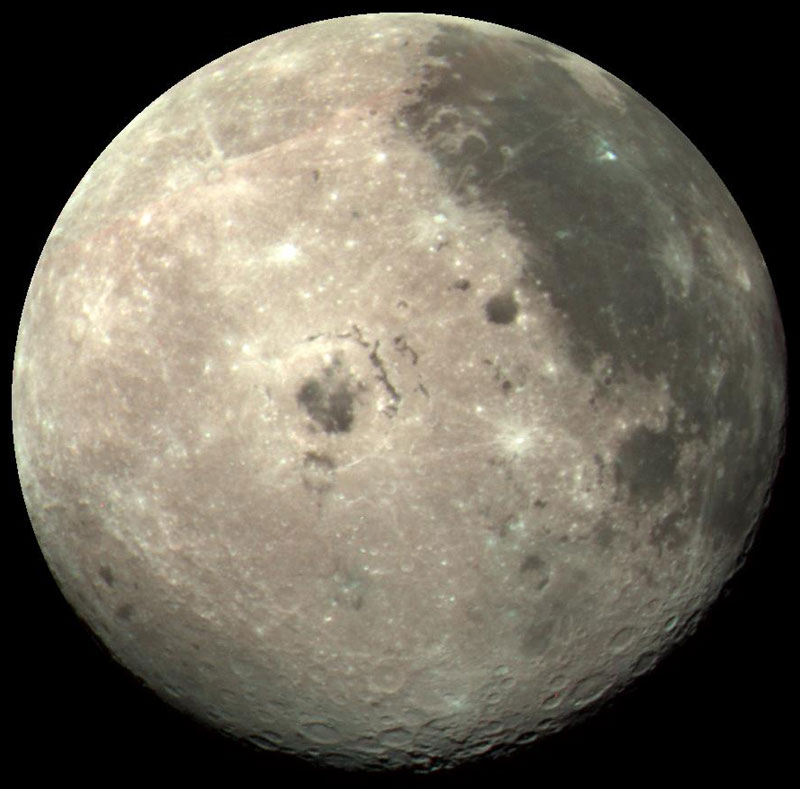
Lune 1990, Galileo
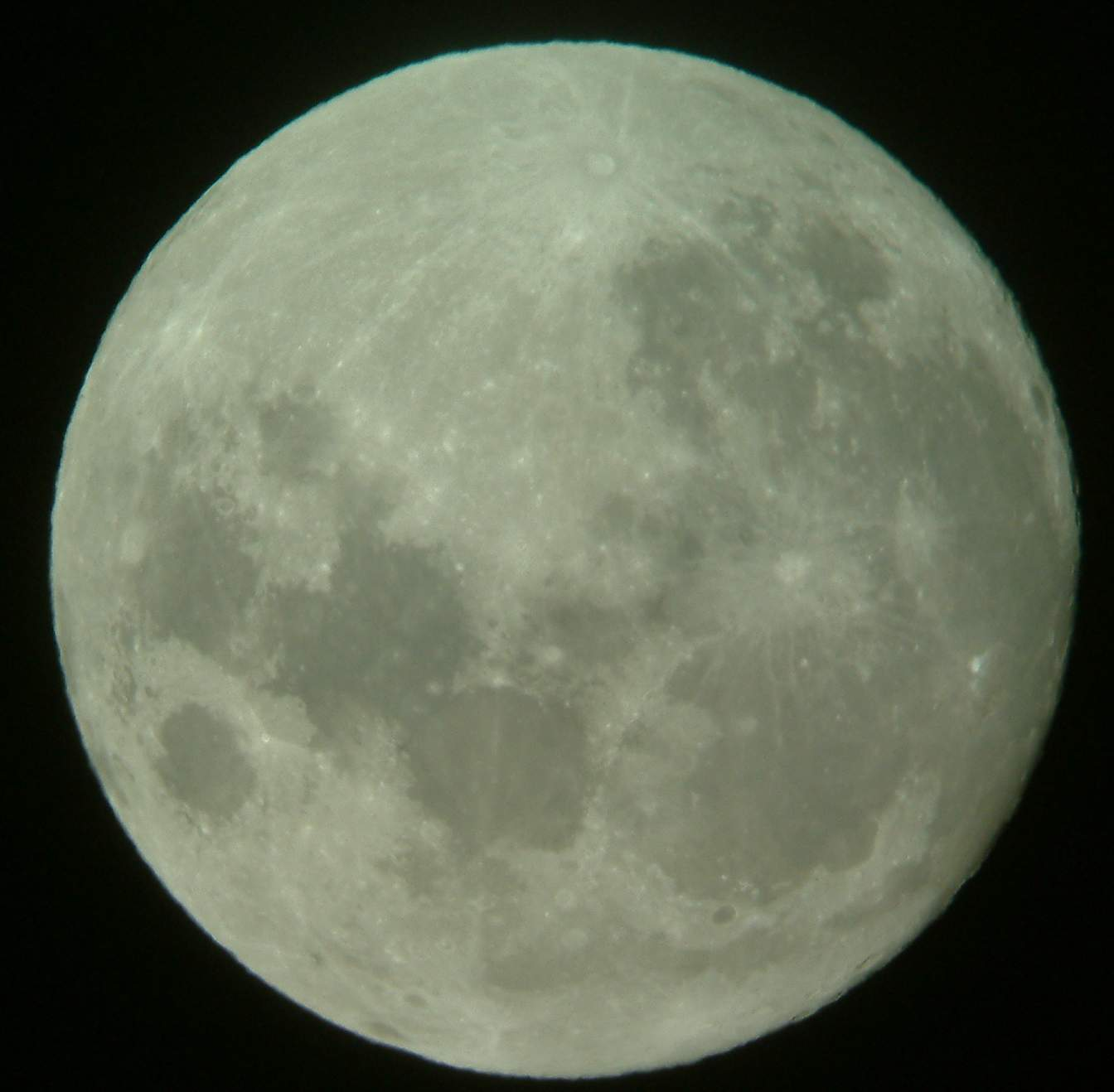
Lune 2004

### Satellites de Mars

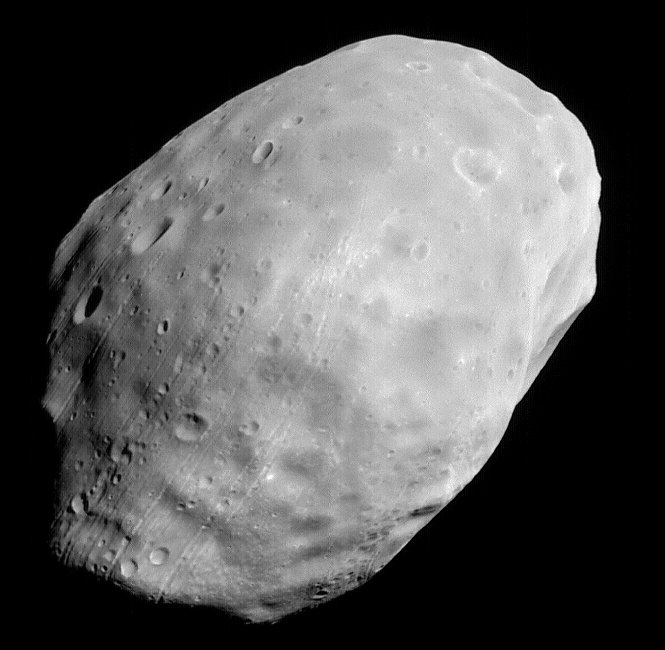
Phobos 1977, Viking 1
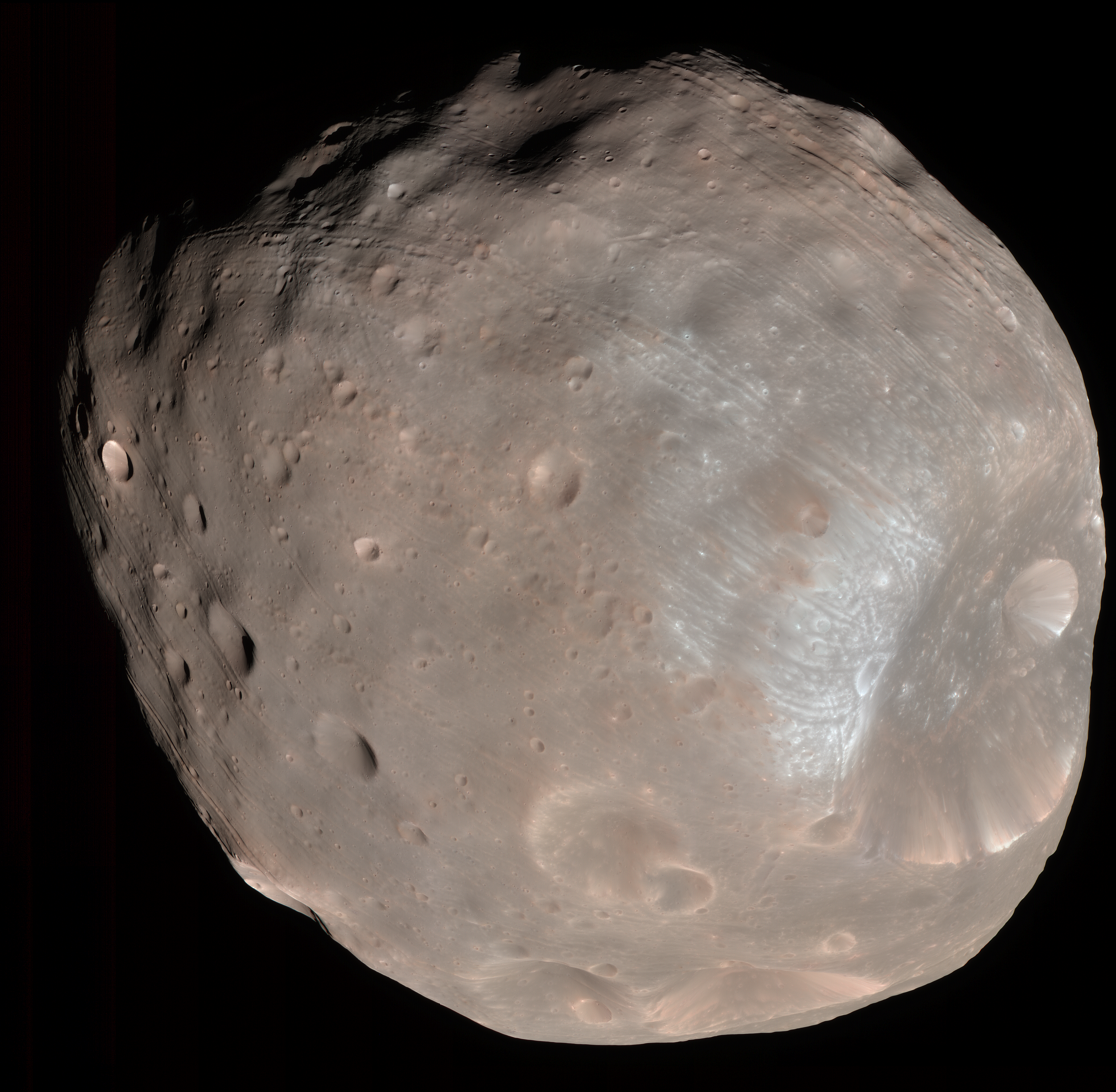
Phobos vers 2006, MRO
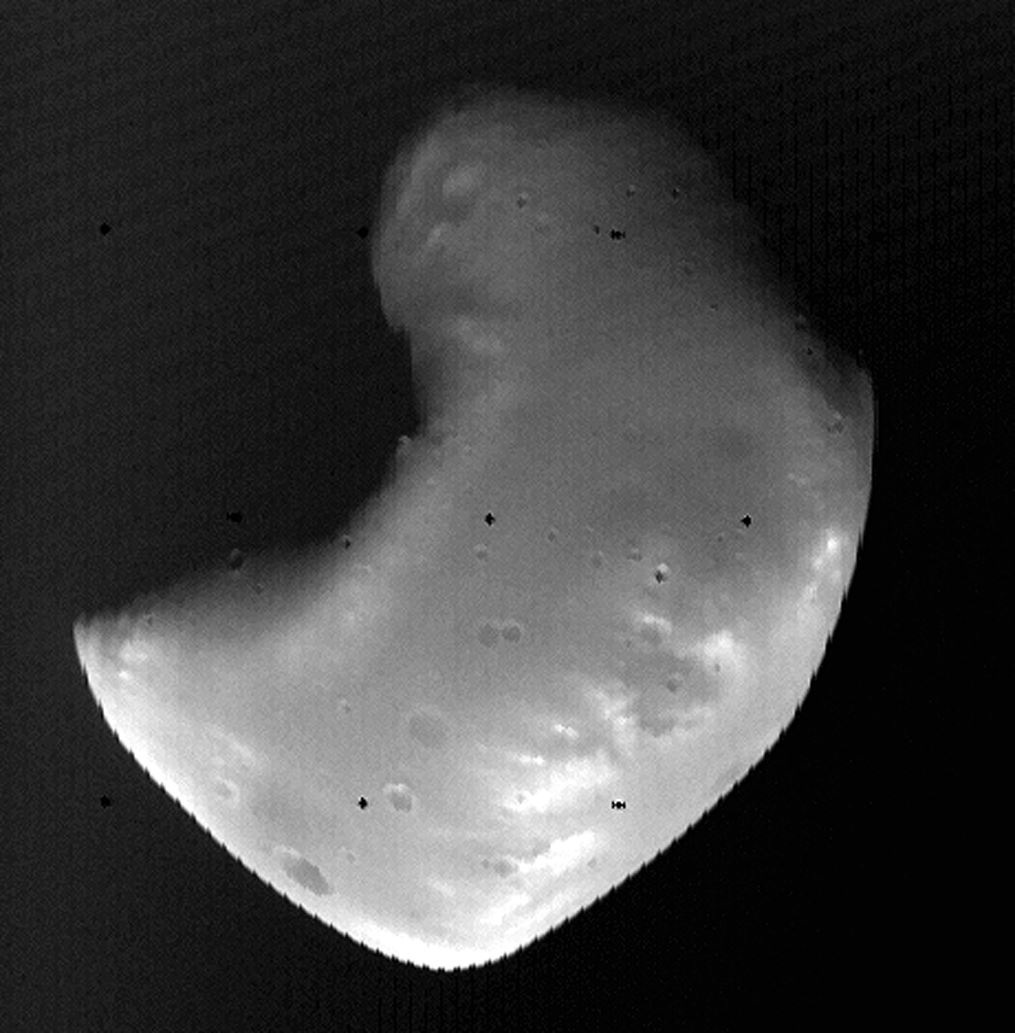
Déimos 1977, Viking 2
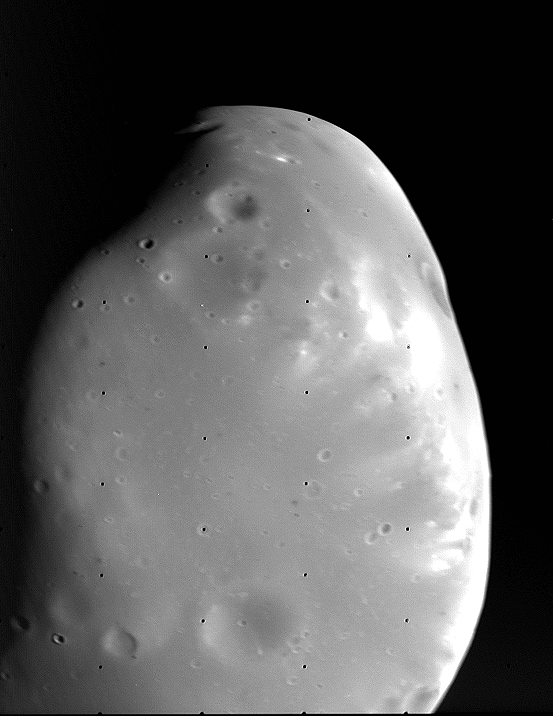
Déimos 1977, Viking 2

### Satellites de Jupiter

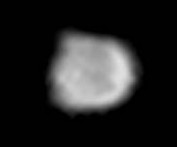
Métis 2000, Galileo
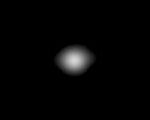
Adrastée vers 1997, Galileo
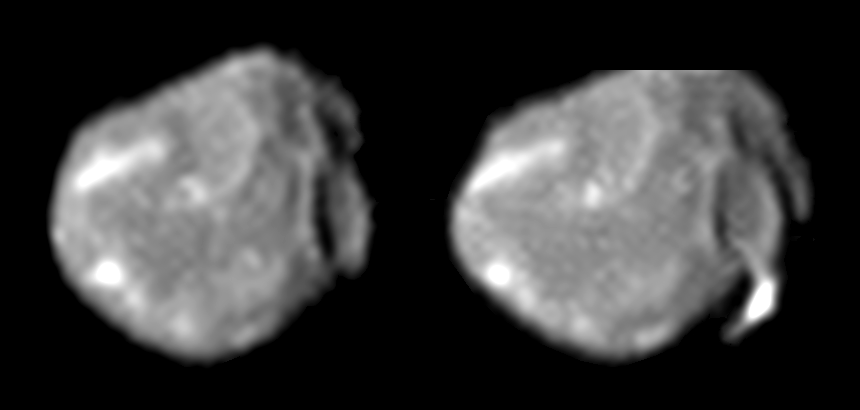
Amalthée 1999, Galileo
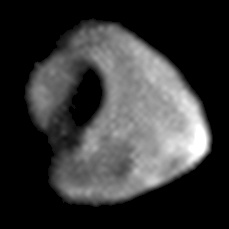
Thébé 2000, Galileo
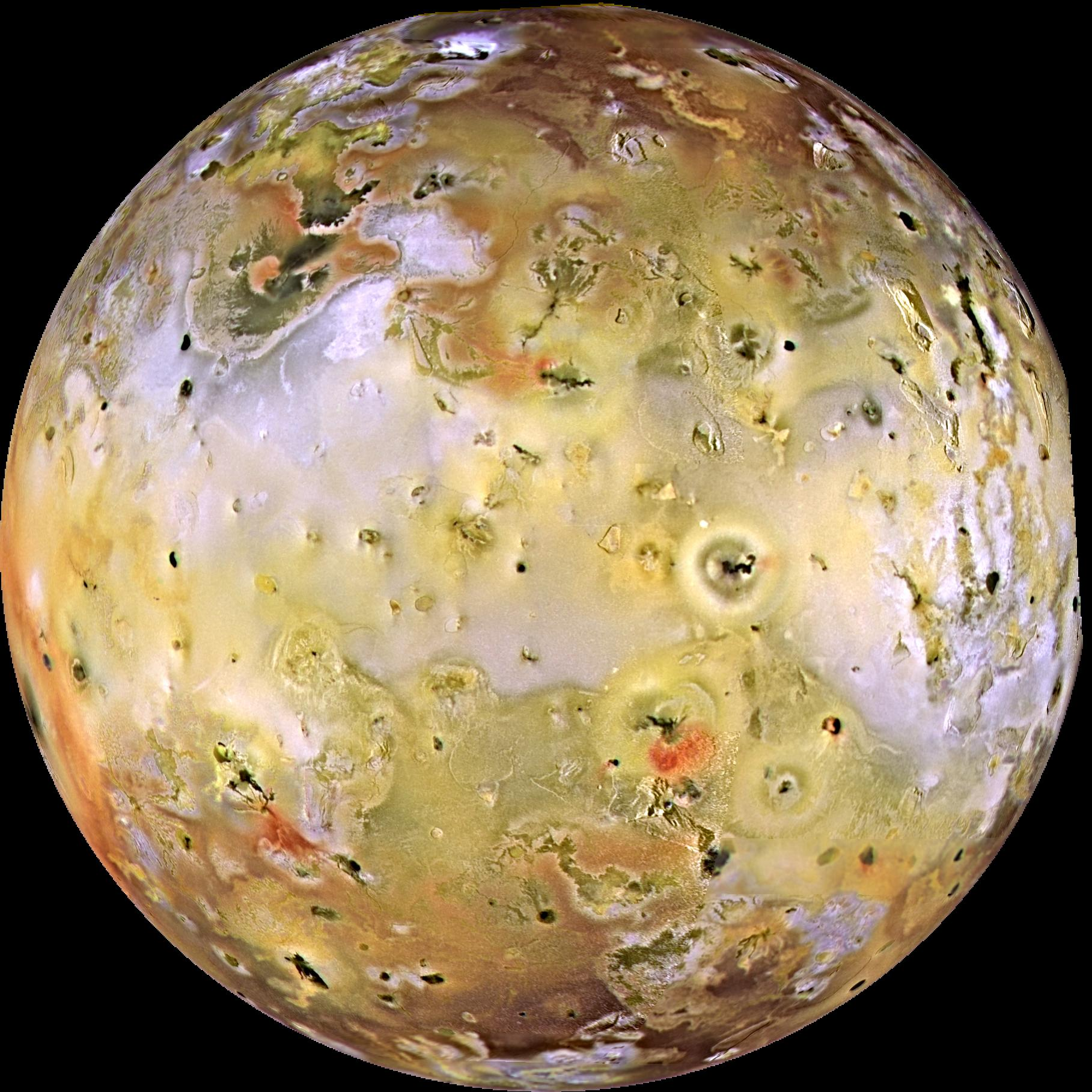
Io 1996, Galileo
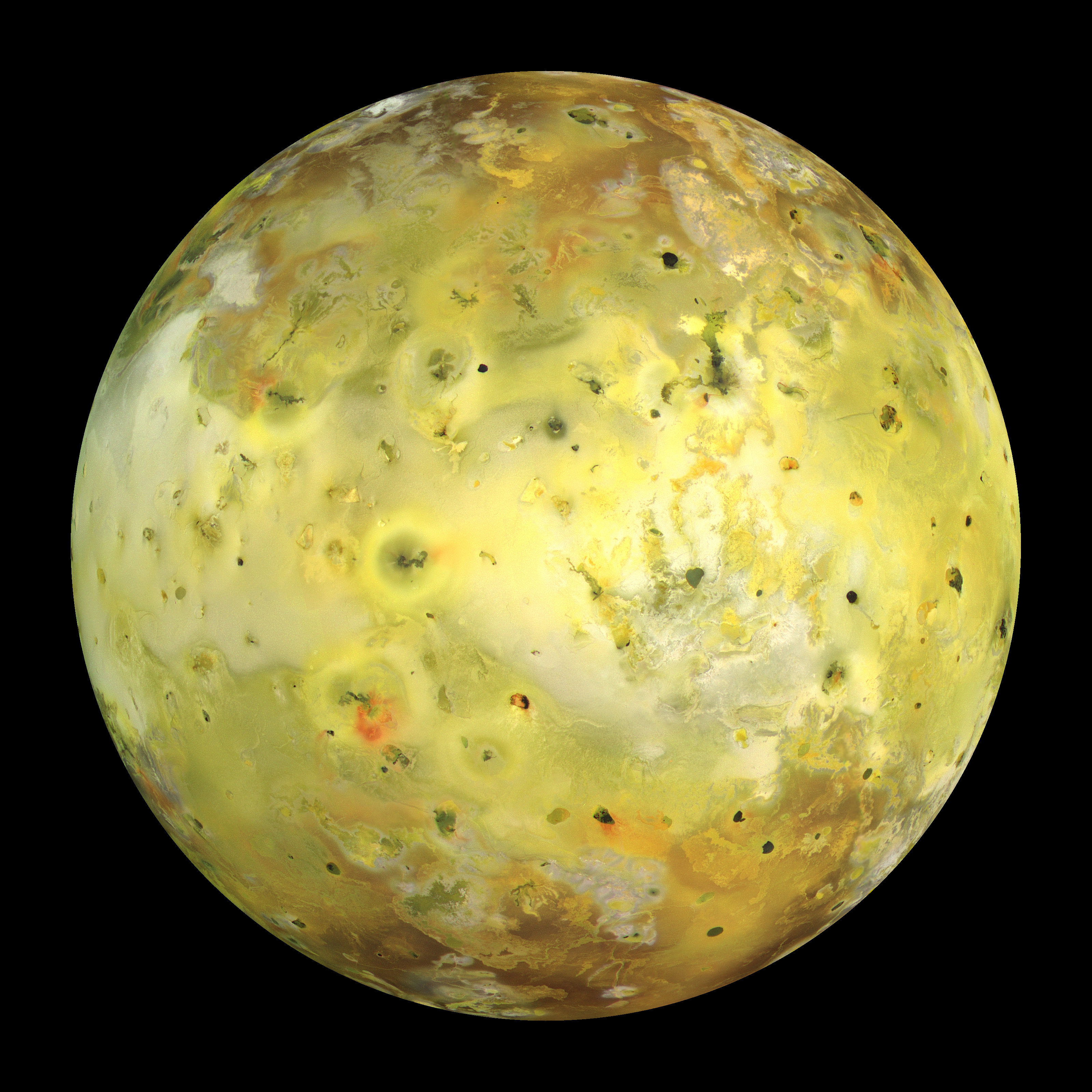
Photomontage d'Io 1999, Galileo
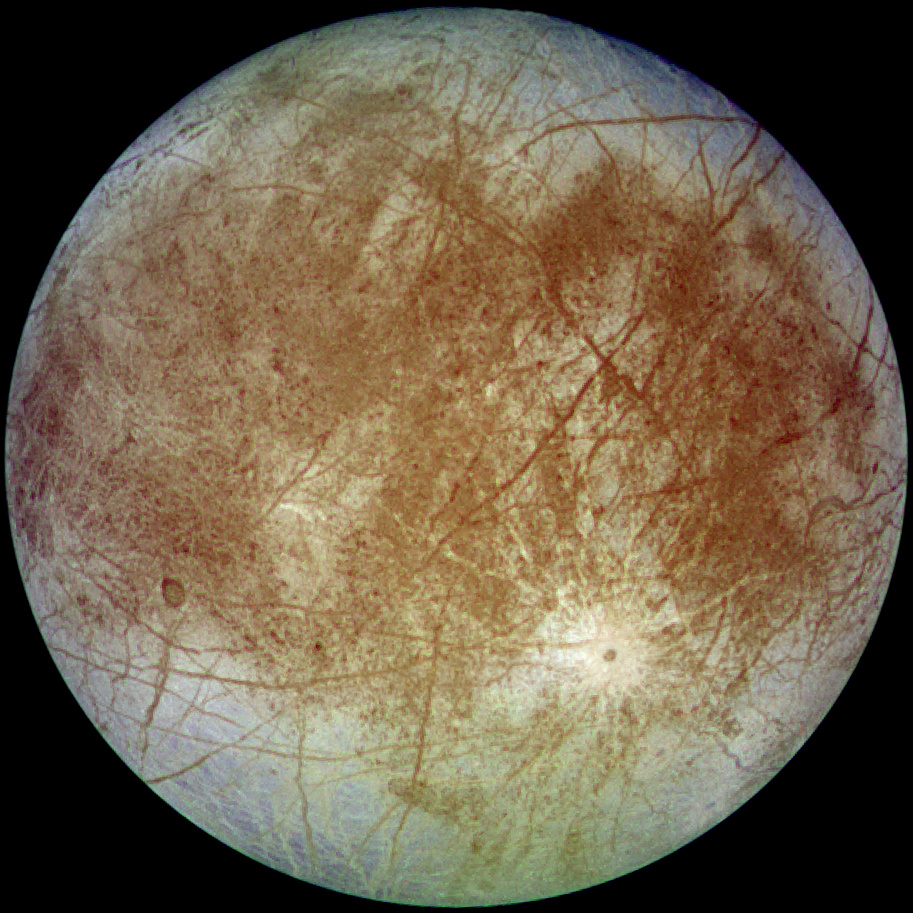
Europe 1996, Galileo
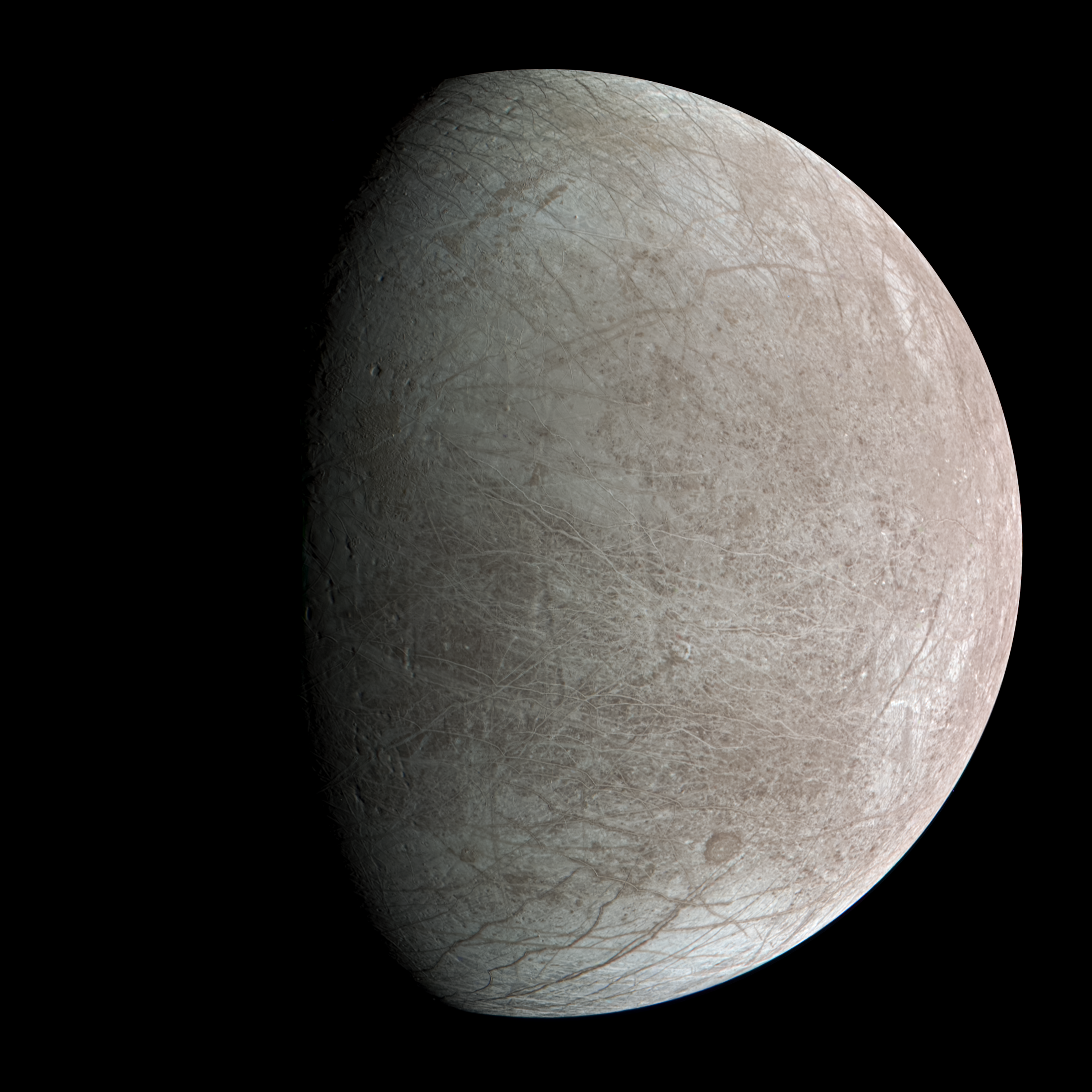
Europe 2022, Juno
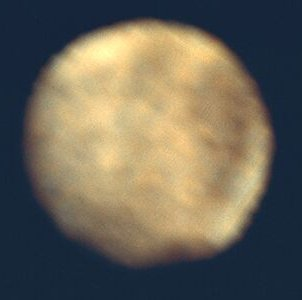
Ganymède 1973, Pioneer 10
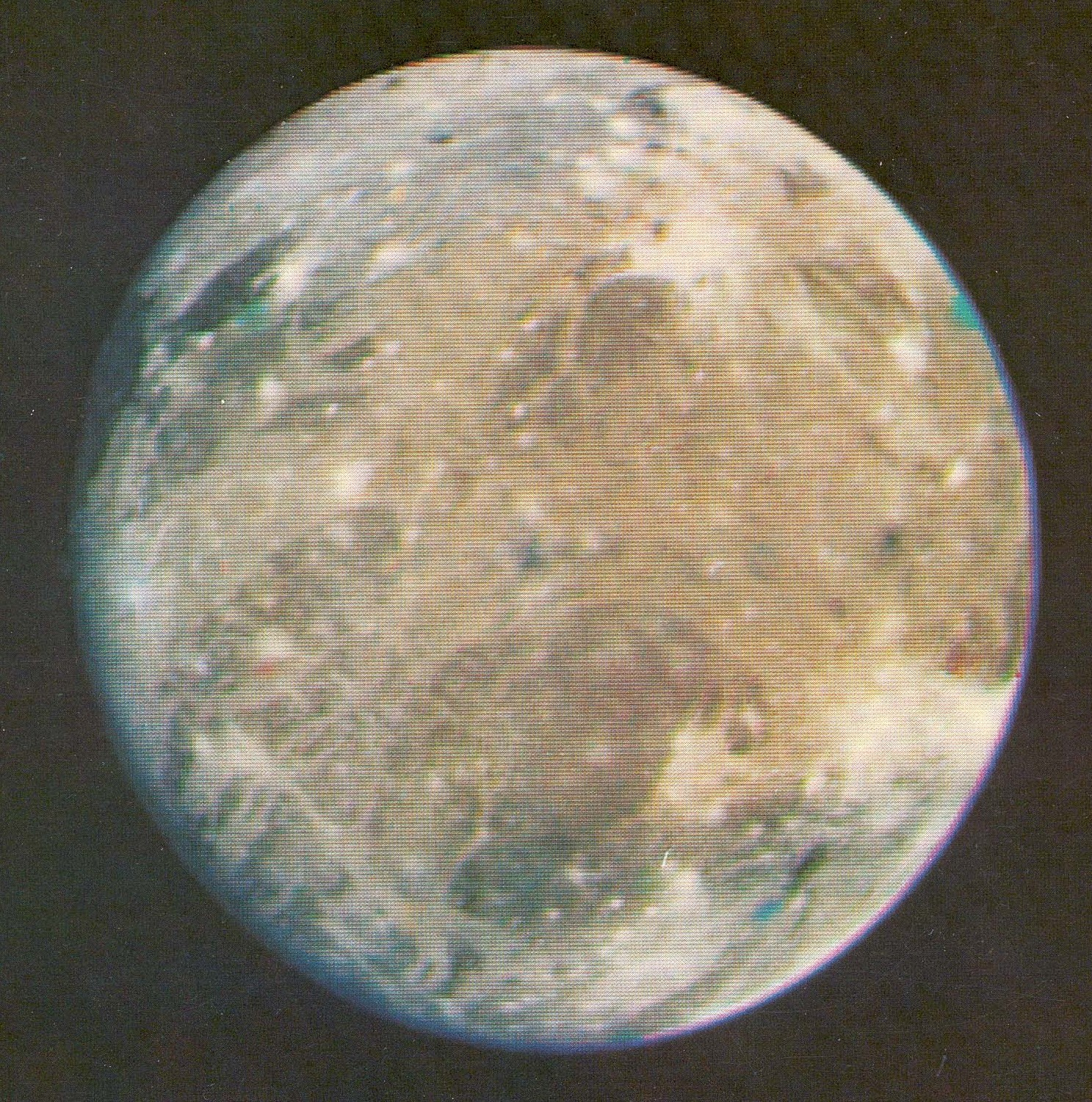
Ganymède 1979, Voyager 1
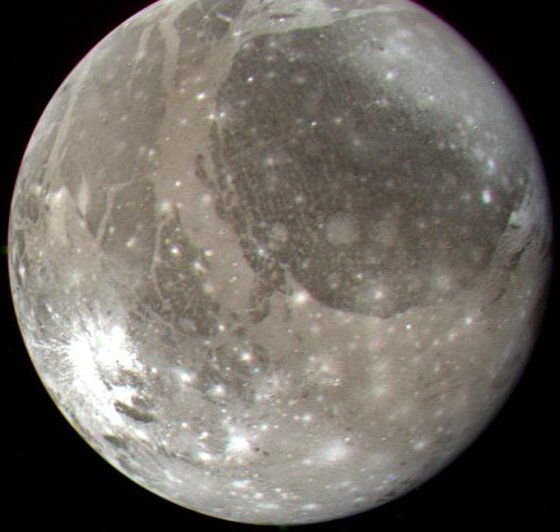
Ganymède 1979, Voyager 2
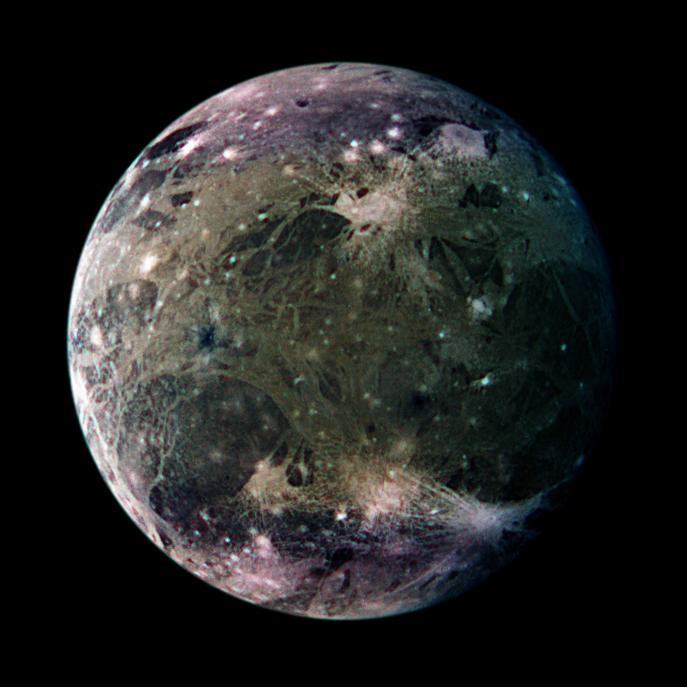
Photomontage de Ganymède 1998, Galileo
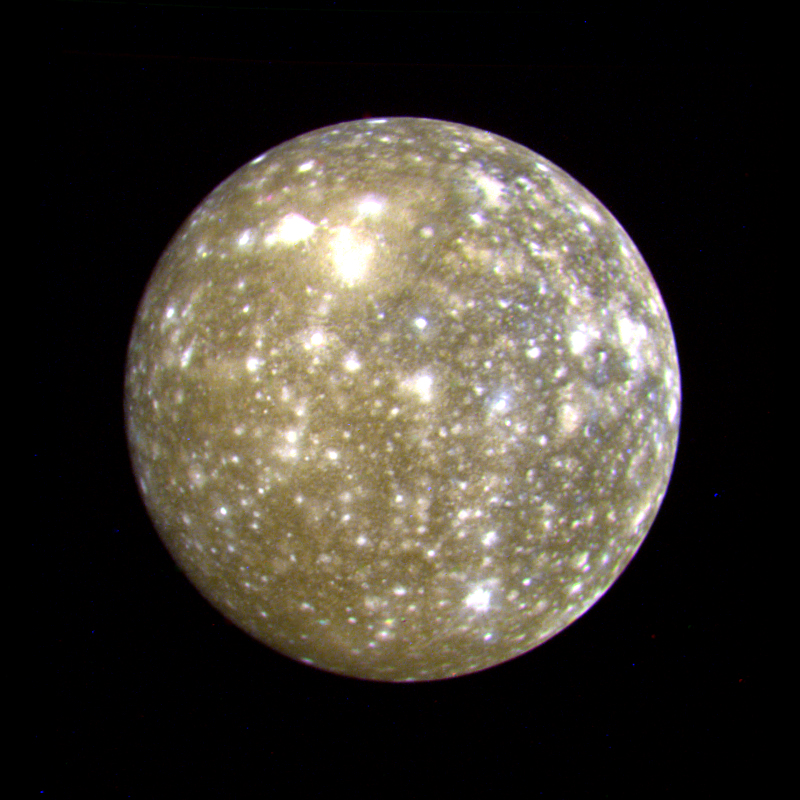
Callisto 1979, Voyager 2
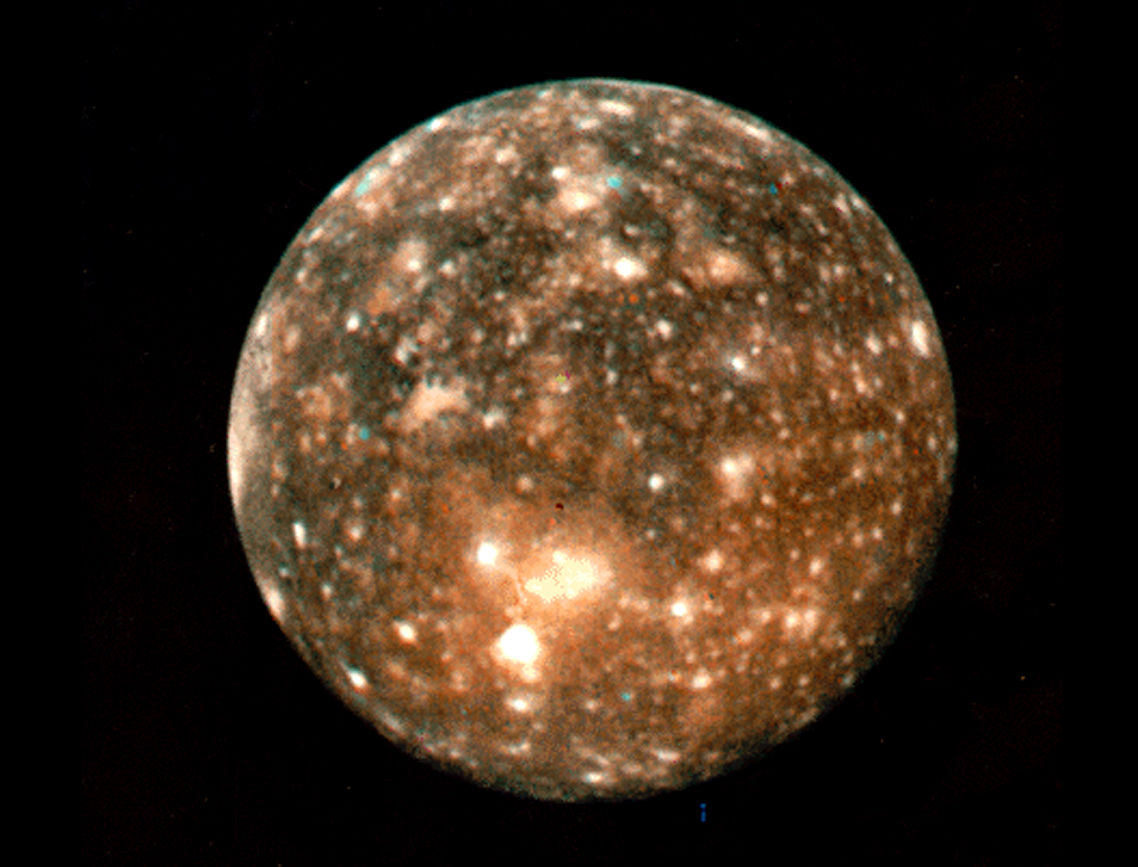
Callisto 1979, Voyager 2

### Satellites de Saturne

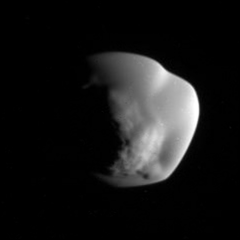
Atlas 2007, Cassini
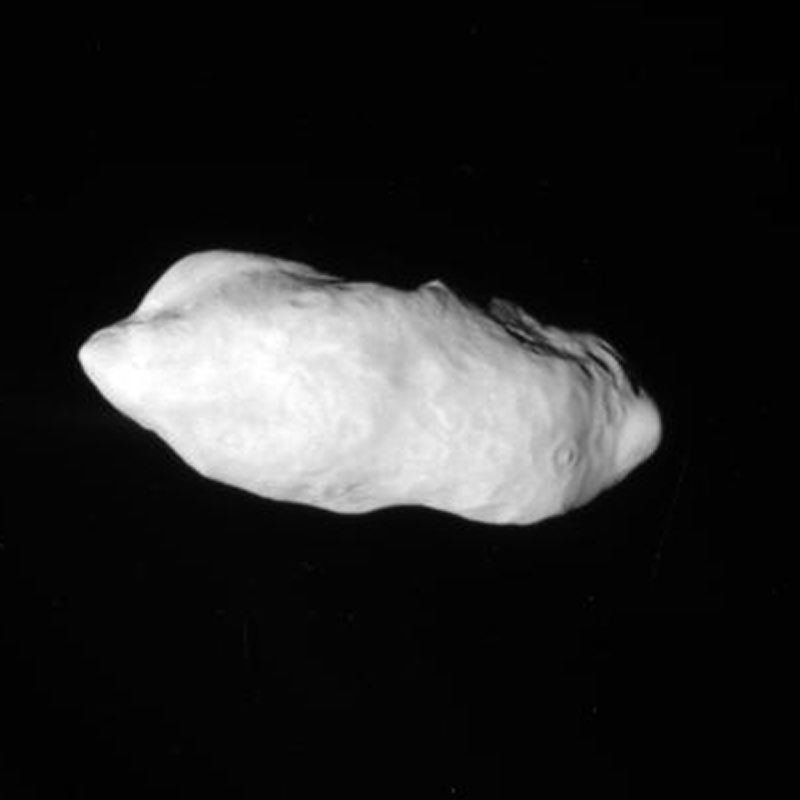
Prométhée 2009, Cassini
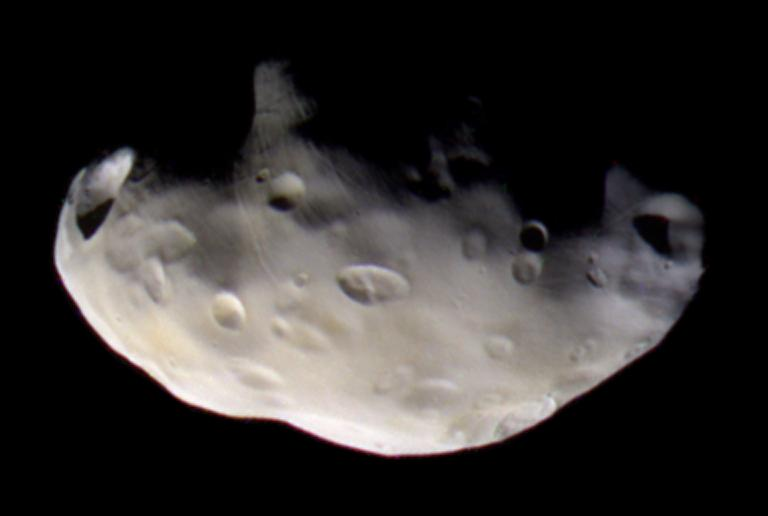
Pandore 2005, Cassini
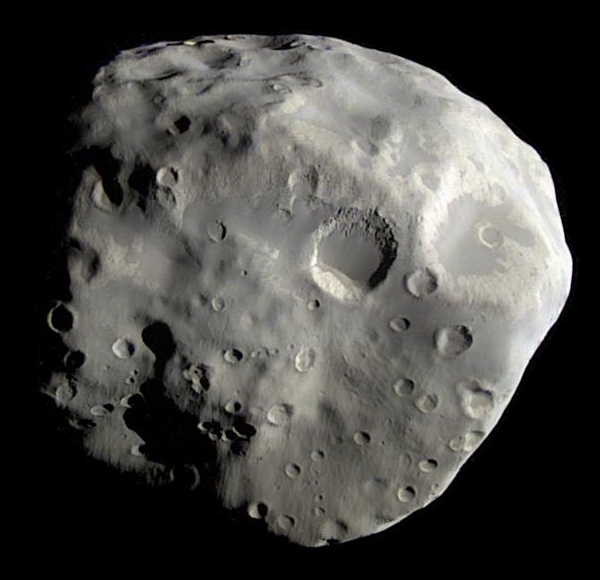
Épiméthée 2007, Cassini
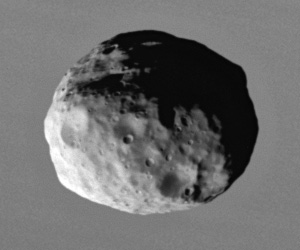
Janus 2006, Cassini
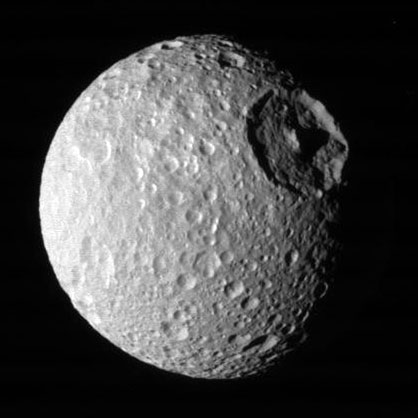
Mimas Cassini
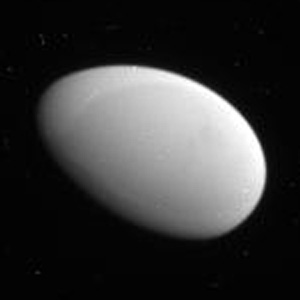
Méthone 2012, Cassini
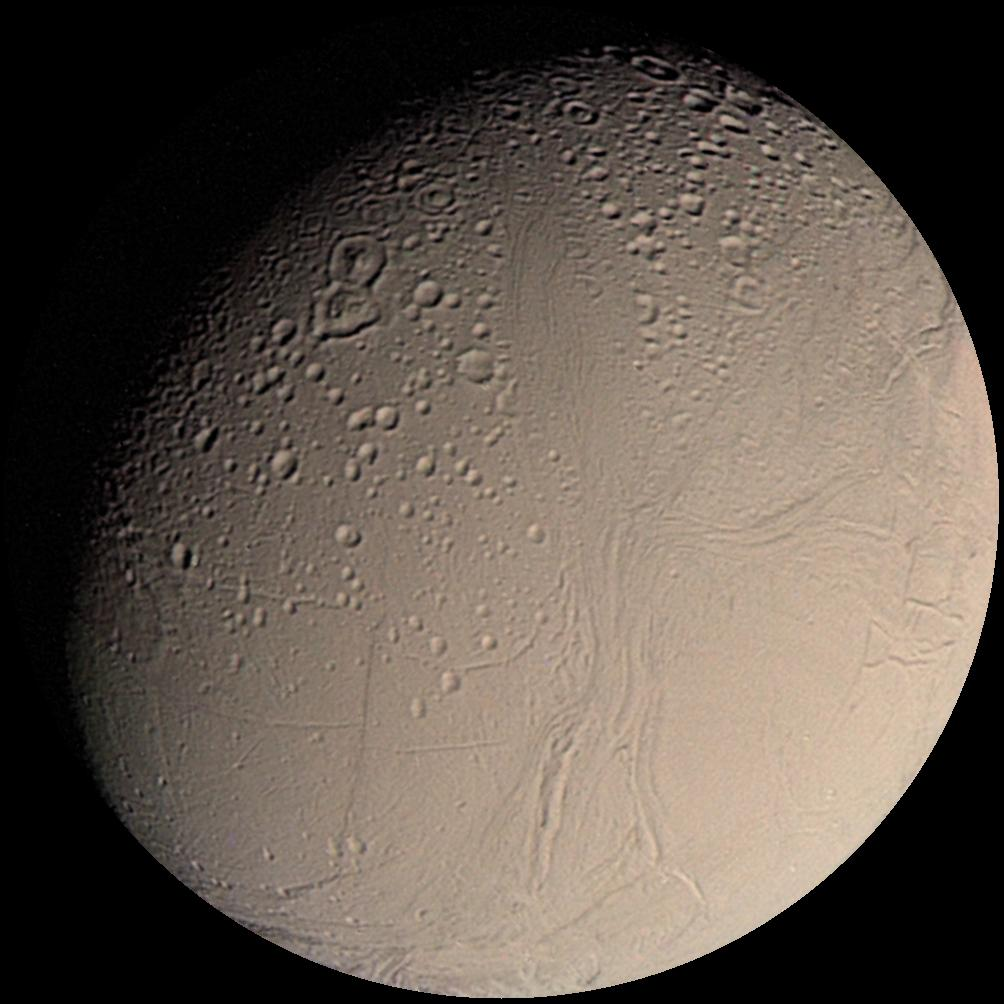
Encelade 1981, Voyager 2
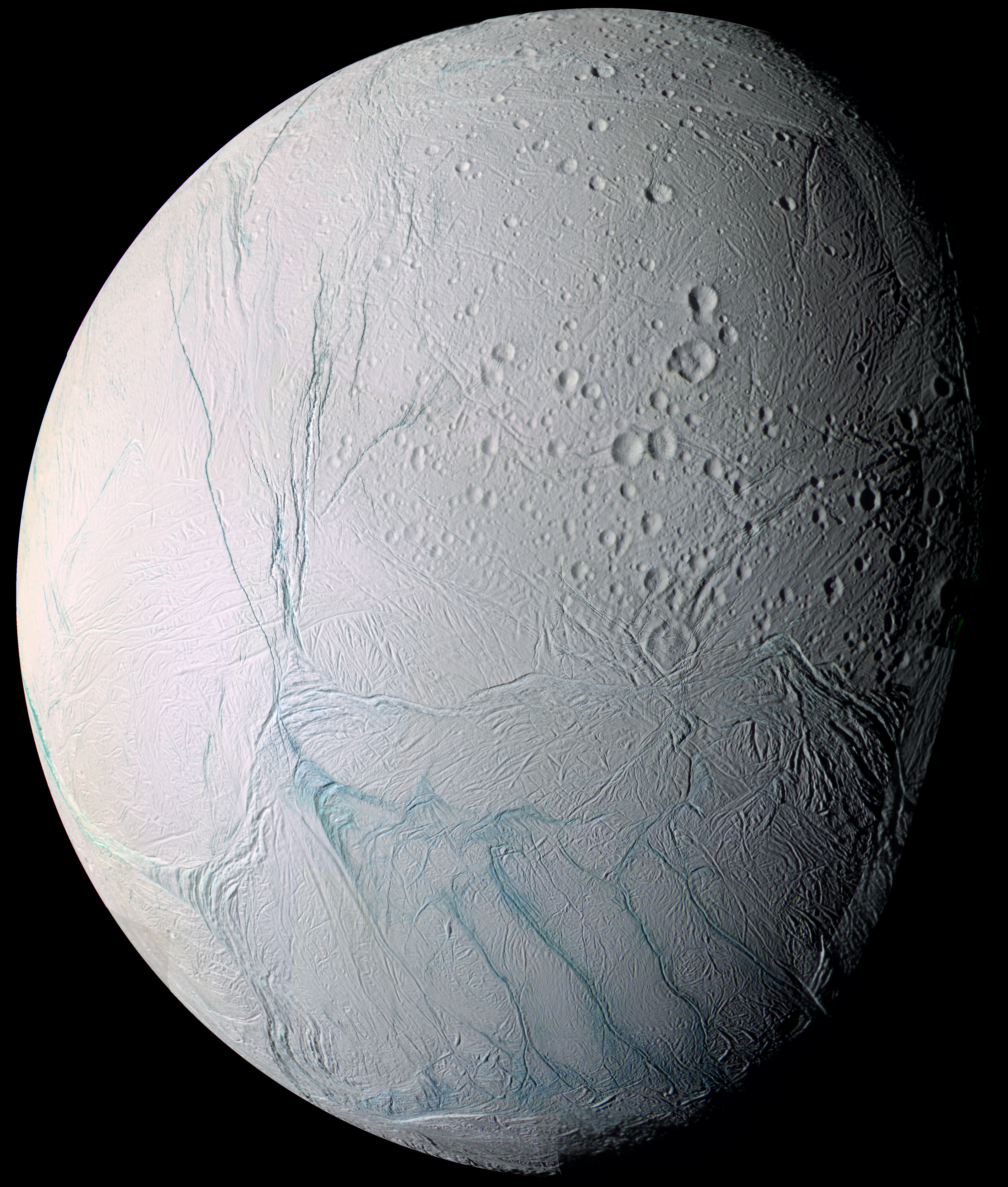
Encelade en fausses couleurs 2005, Cassini
Thétys 1981, Voyager 2
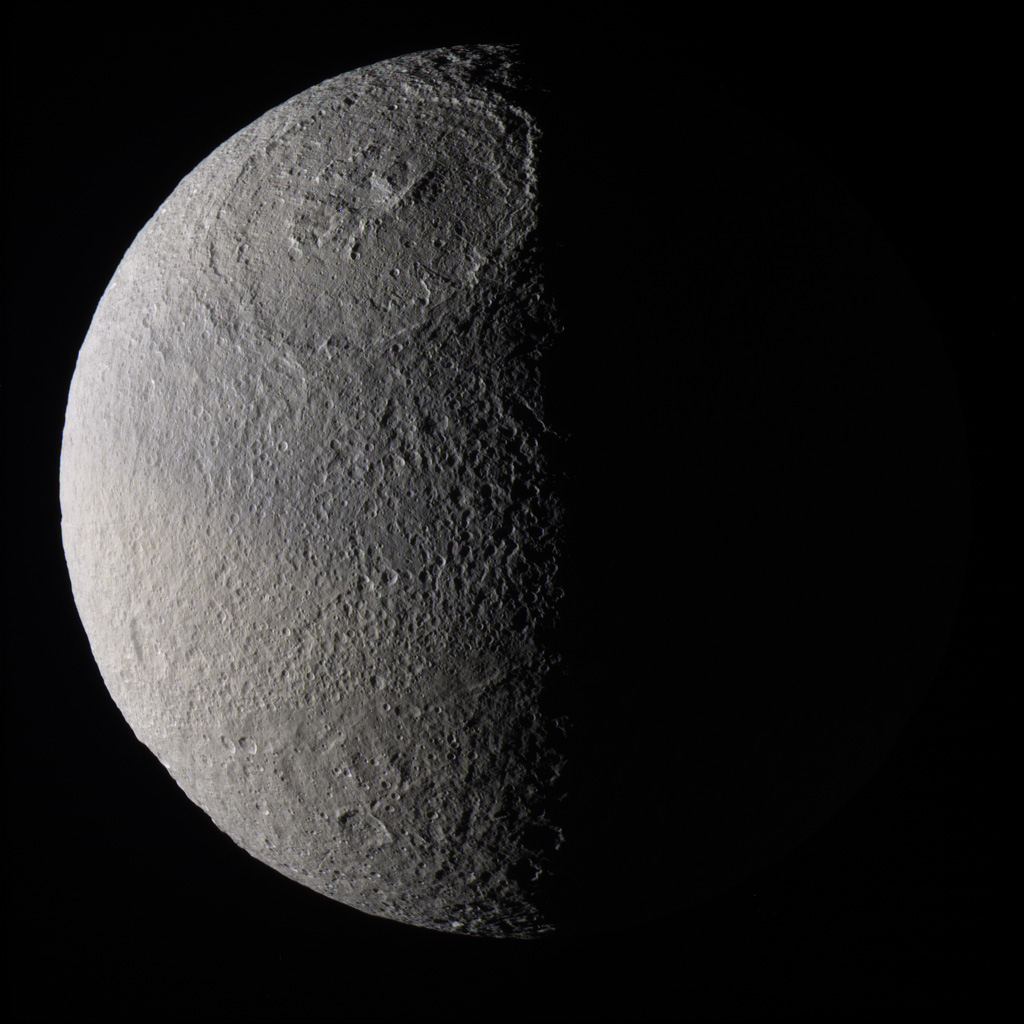
Thétys 2005, Cassini
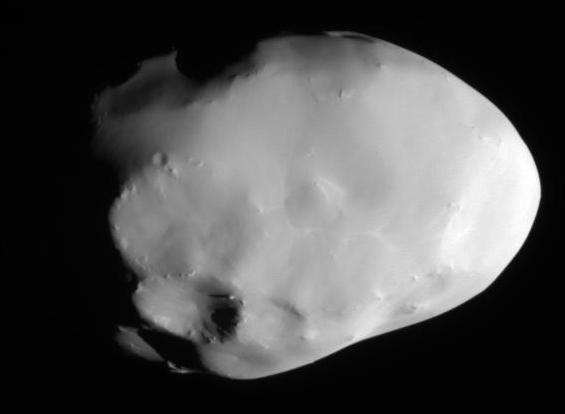
Télesto 2005, Cassini
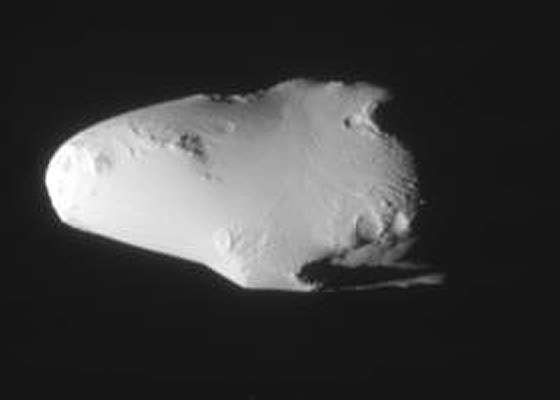
Calypso 2010, Cassini
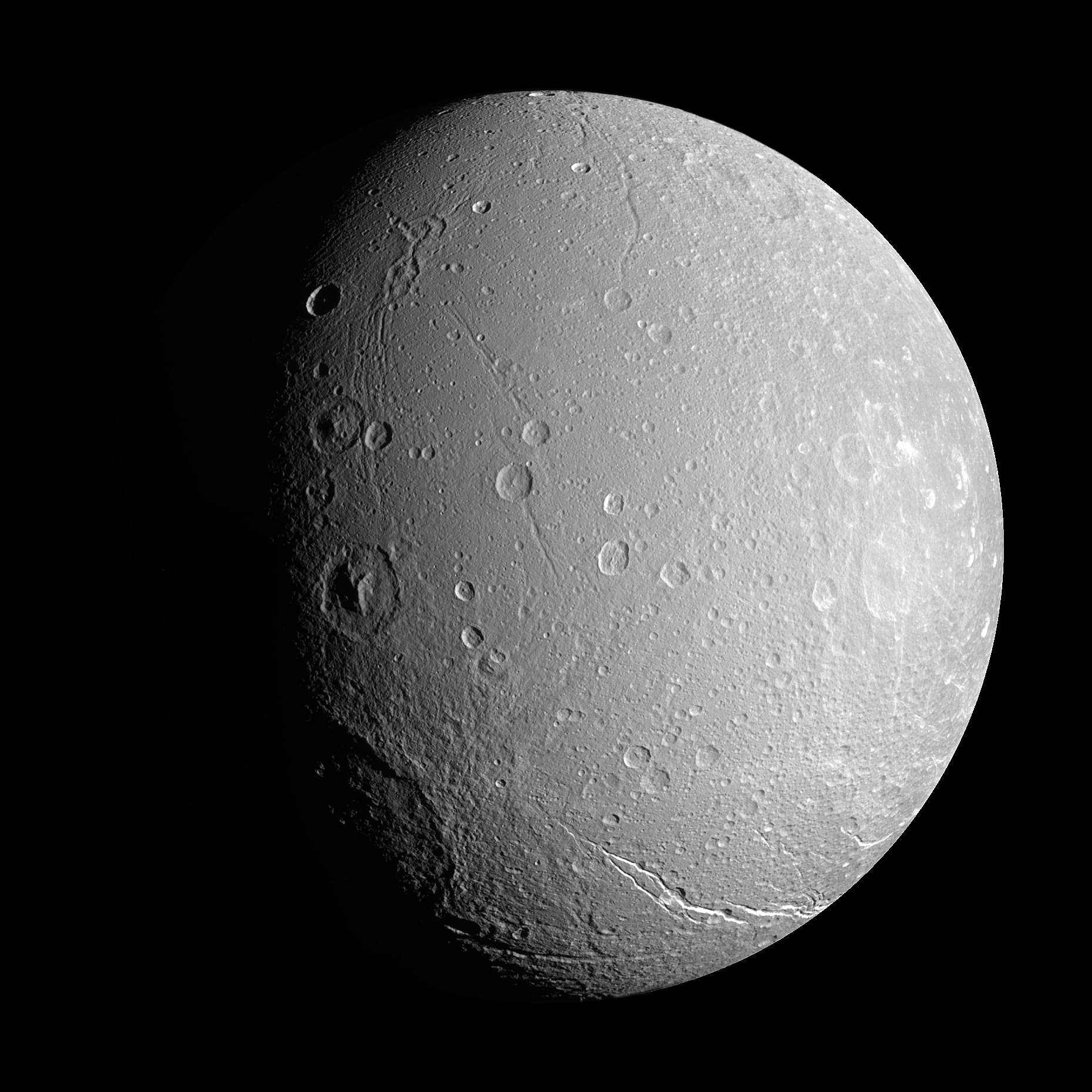
Dioné 2007, Cassini
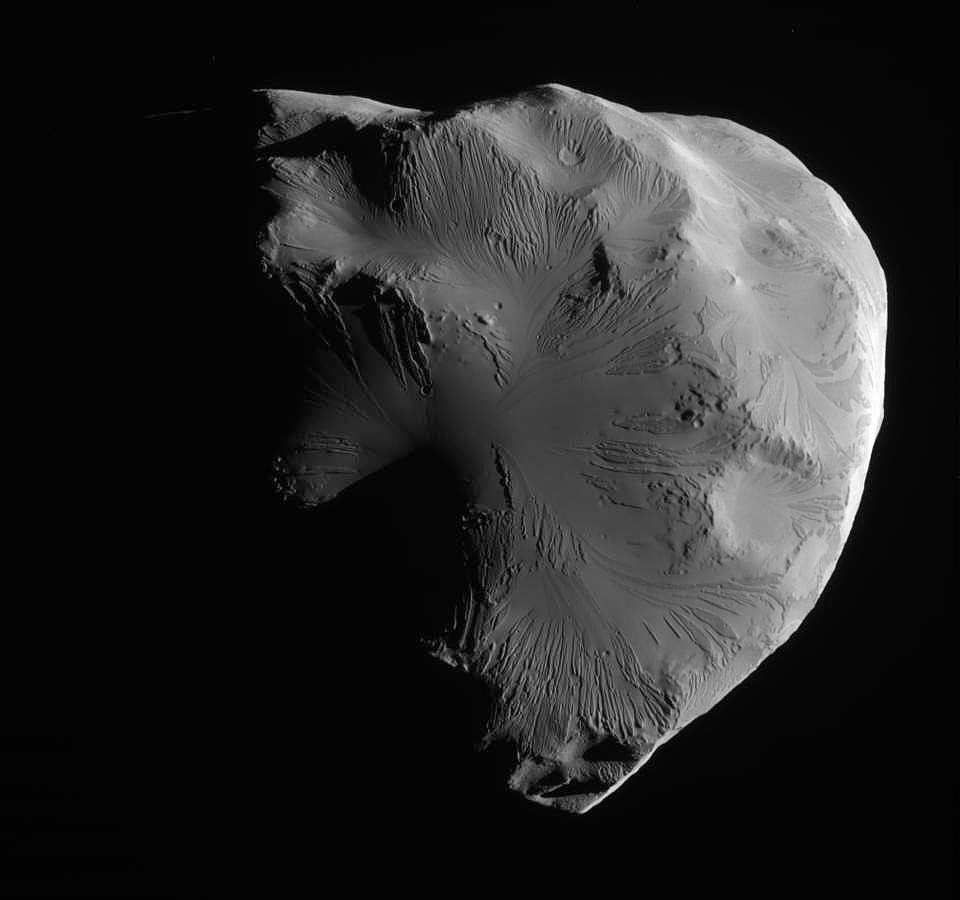
Hélène 2010, Cassini
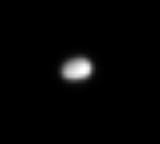
Pollux vers 2006, Cassini
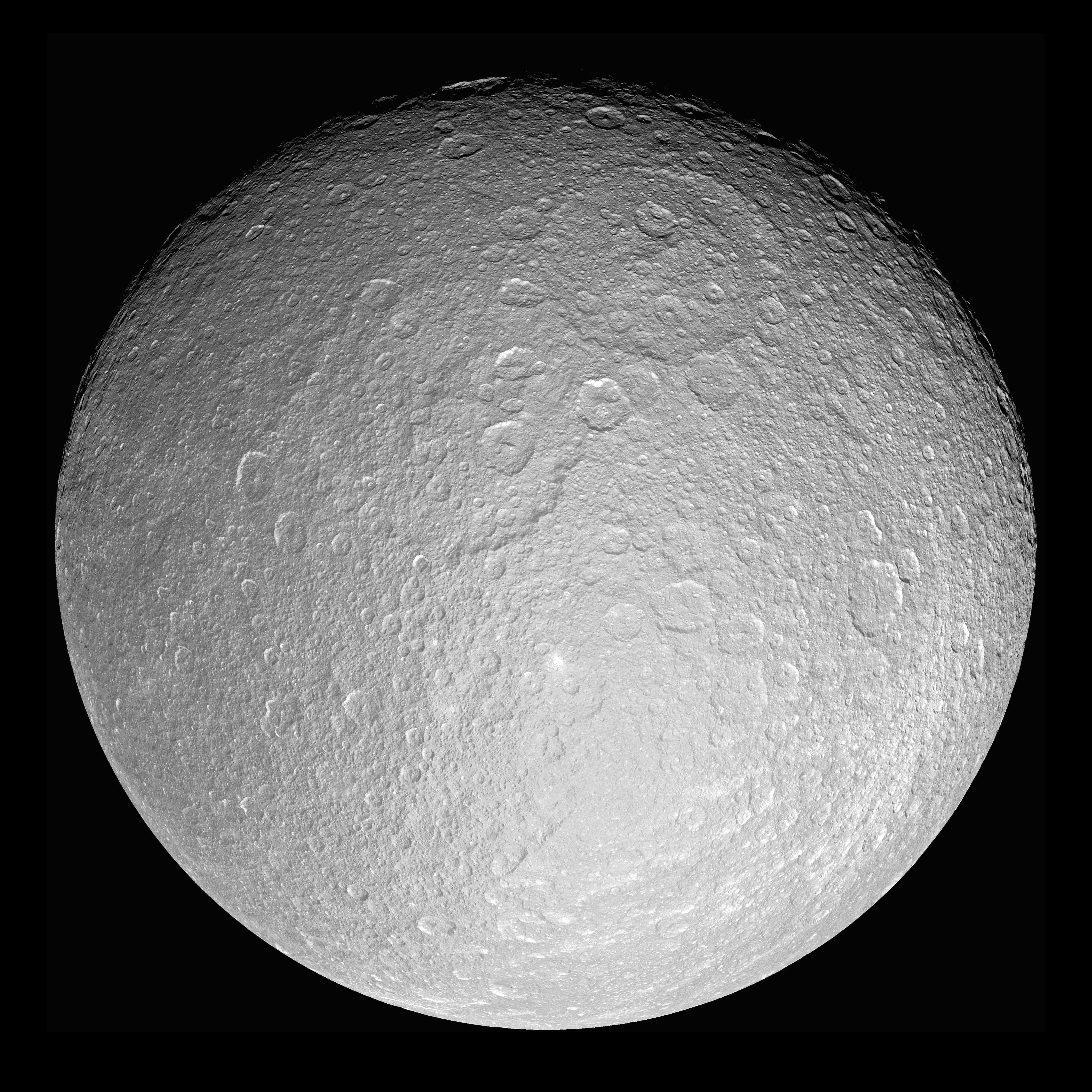
Photomontage de Rhéa 2004, Cassini
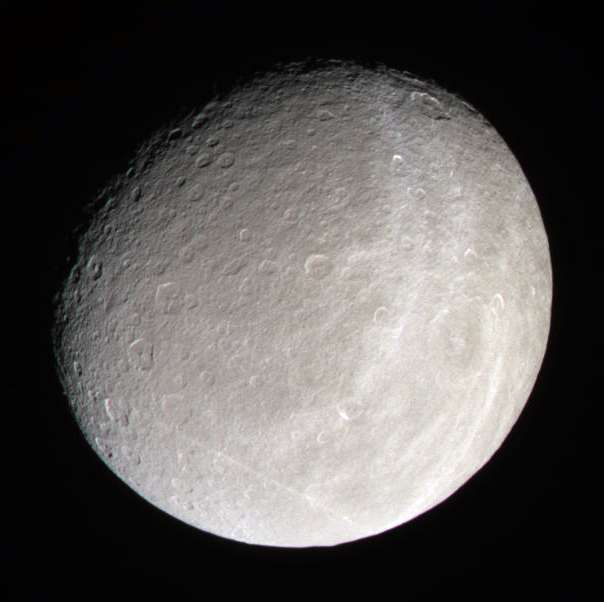
Rhéa 2005, Cassini
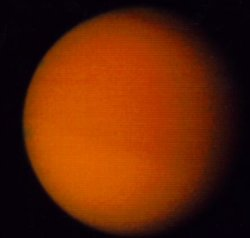
Titan 1981, Voyager 2
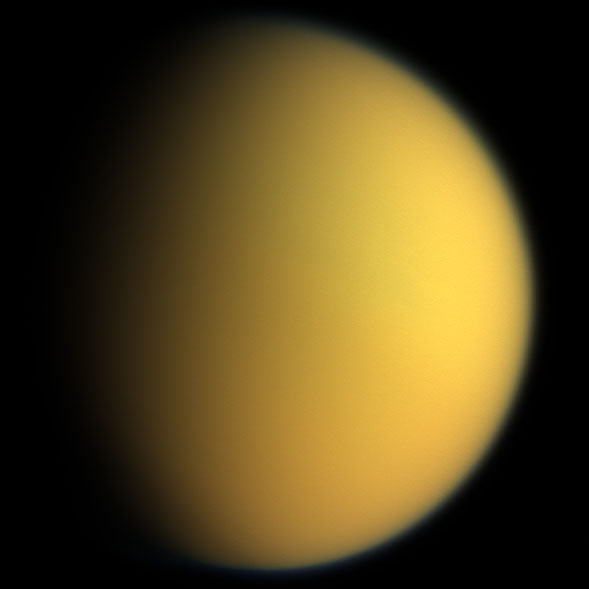
Titan 2005, Cassini
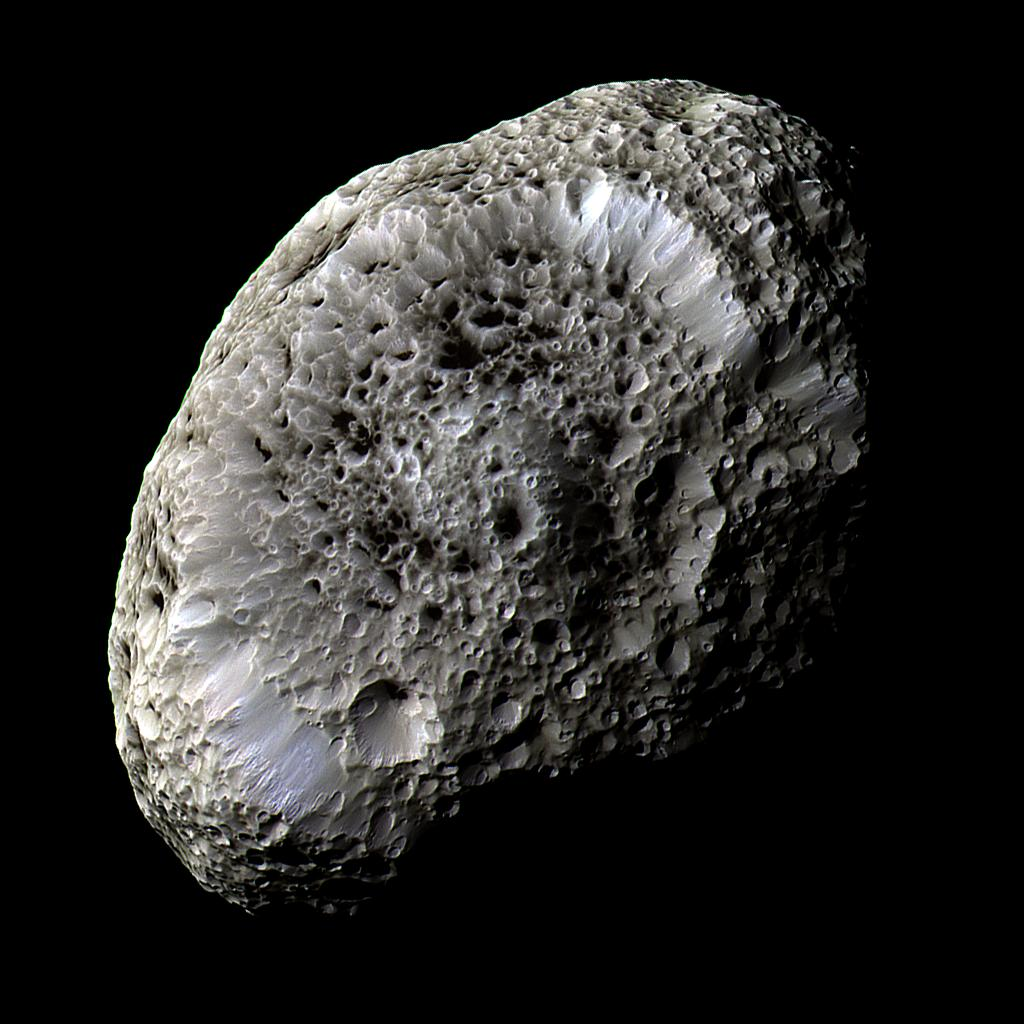
Hypérion en fausses couleurs 2005, Cassini
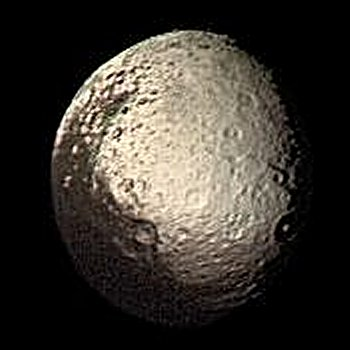
Japet 1981, Voyager 2
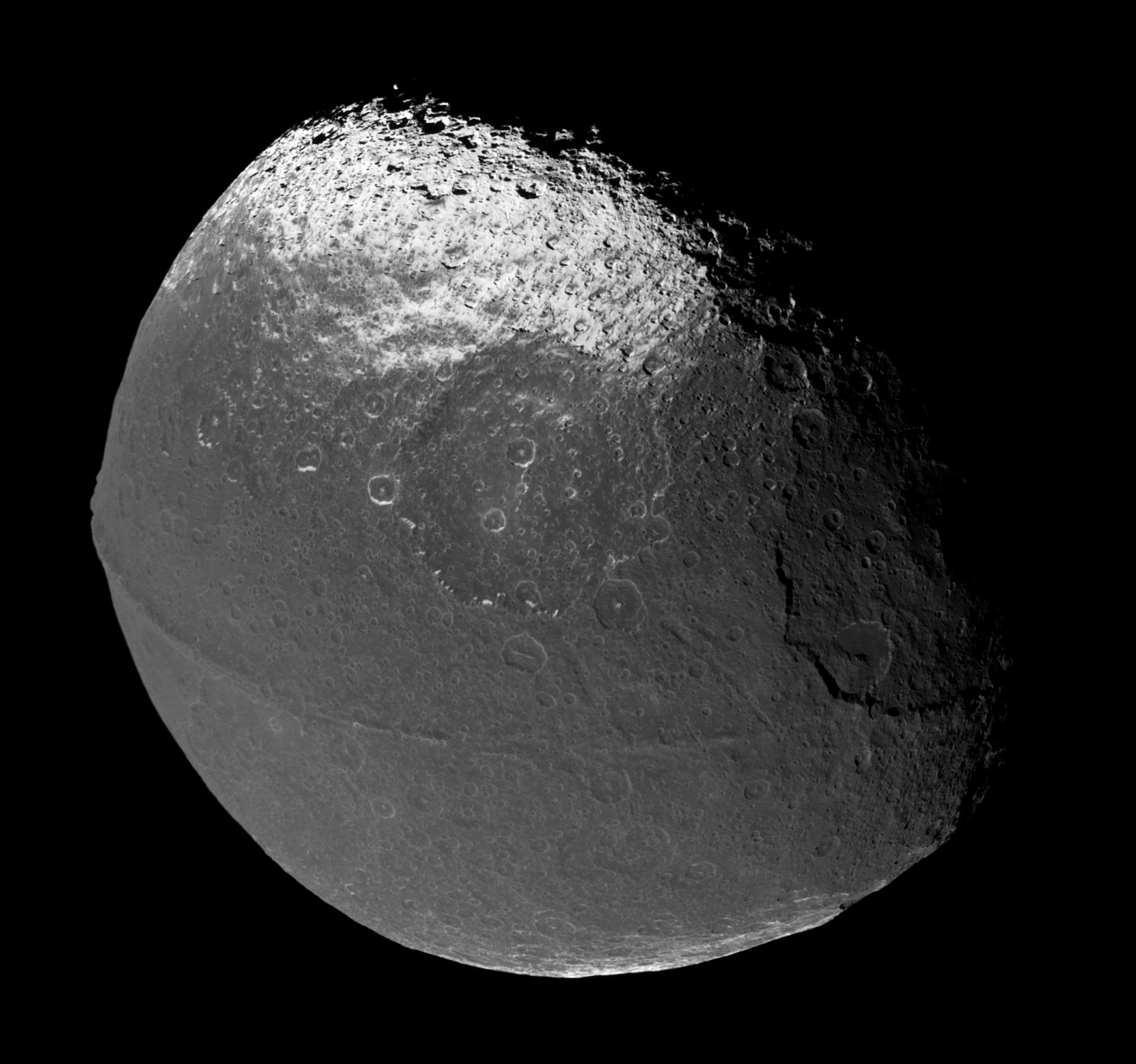
Photomontage de Japet 2004, Cassini
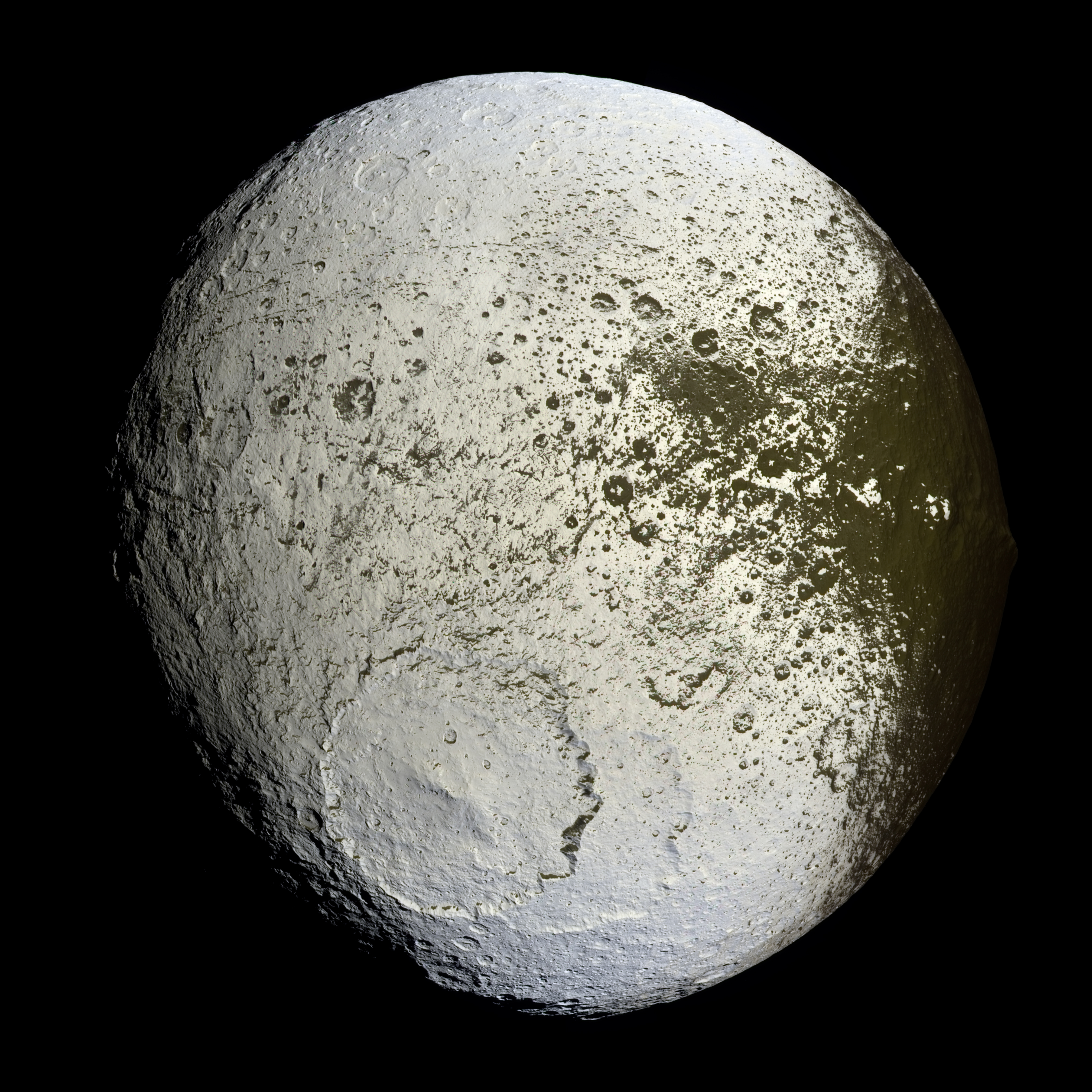
Photomontage de Japet 2007, Cassini
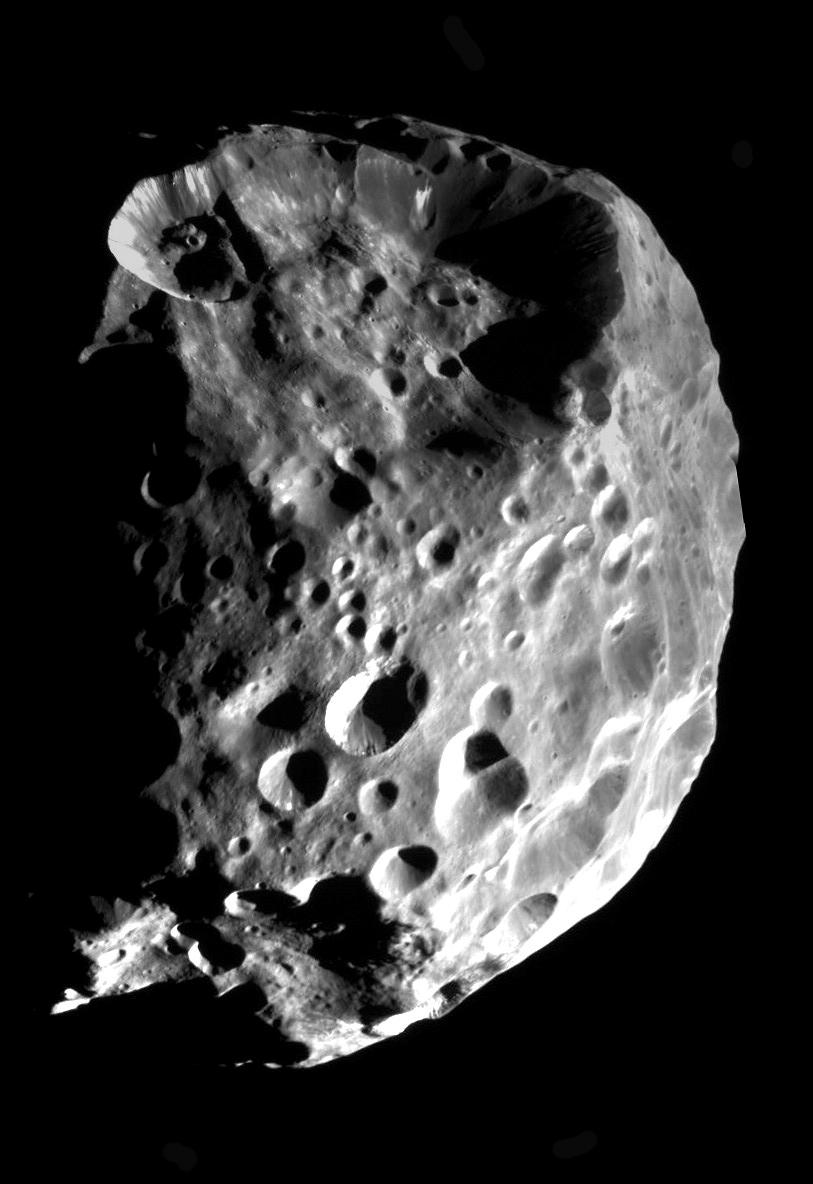
Photomontage de Phœbé 2004, Cassini

### Satellites d'Uranus

Puck 1985, Voyager 2
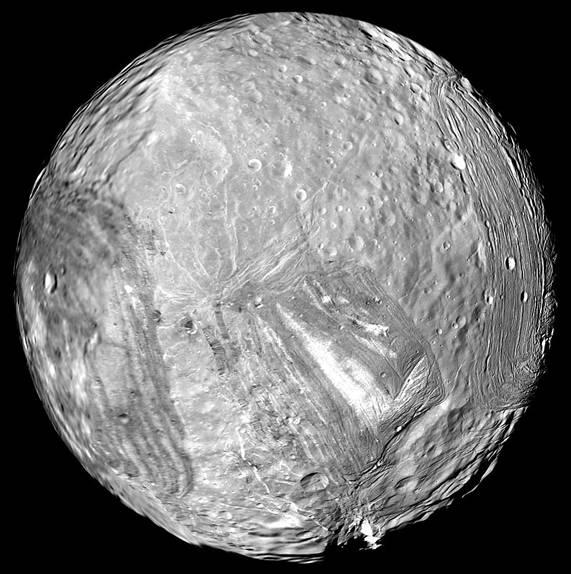
Photomontage de Miranda 1986, Voyager 2
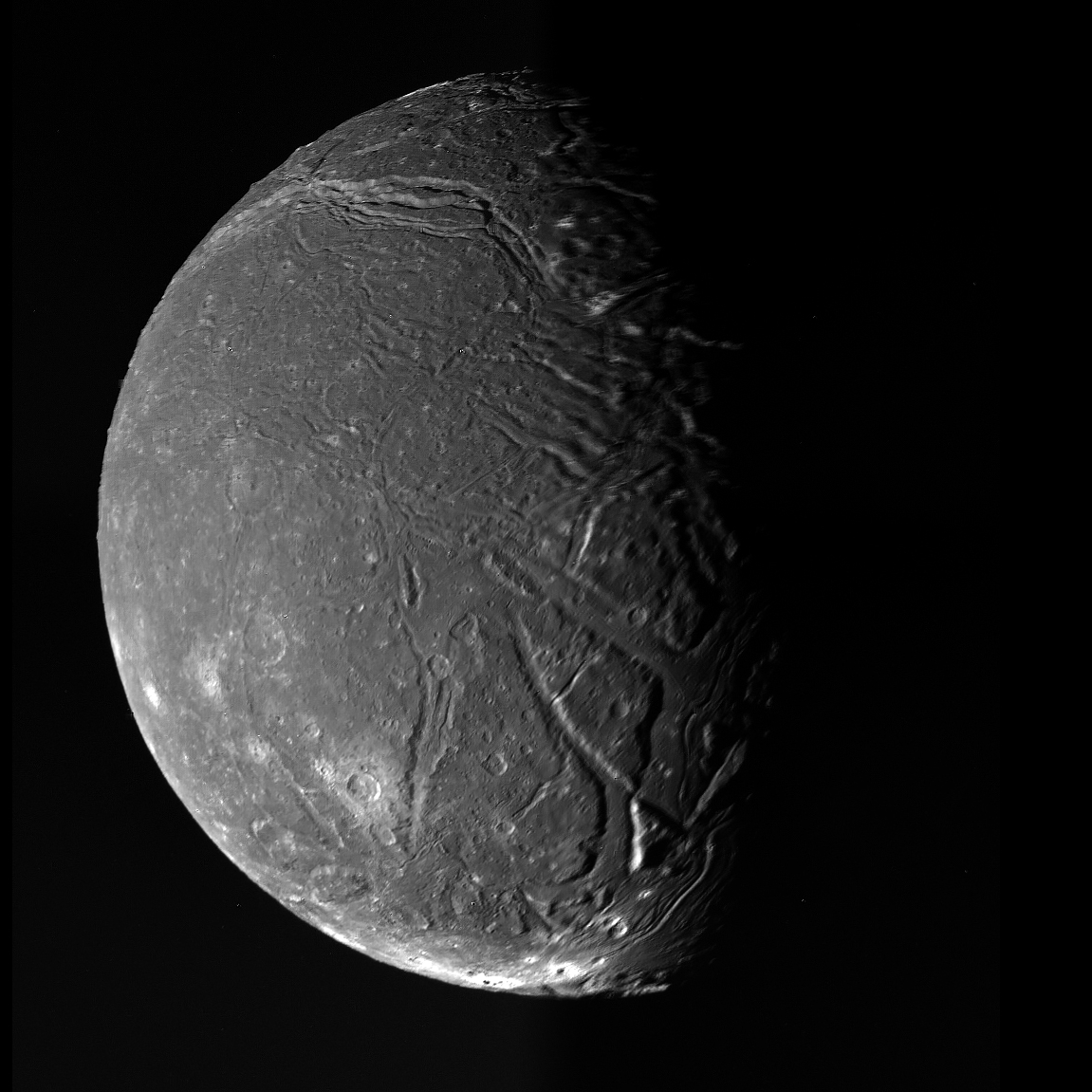
Ariel 1986, Voyager 2
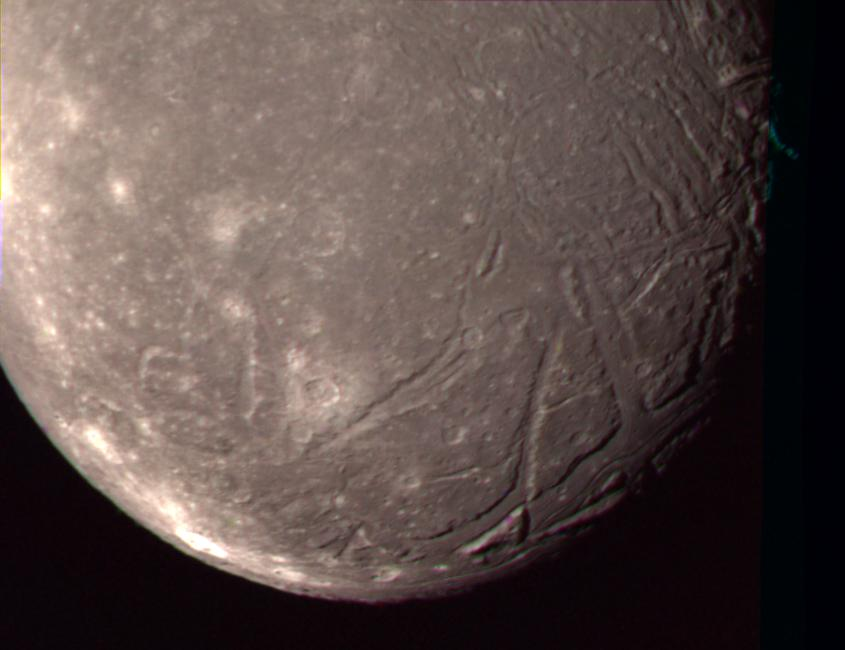
Ariel 1986, Voyager 2
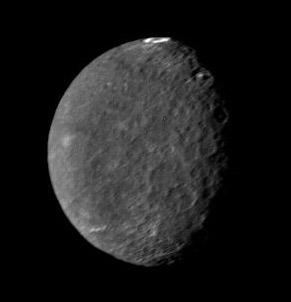
Umbriel 1986, Voyager 2
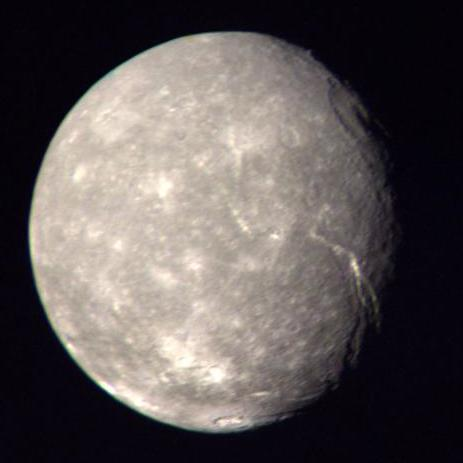
Titania 1986, Voyager 2
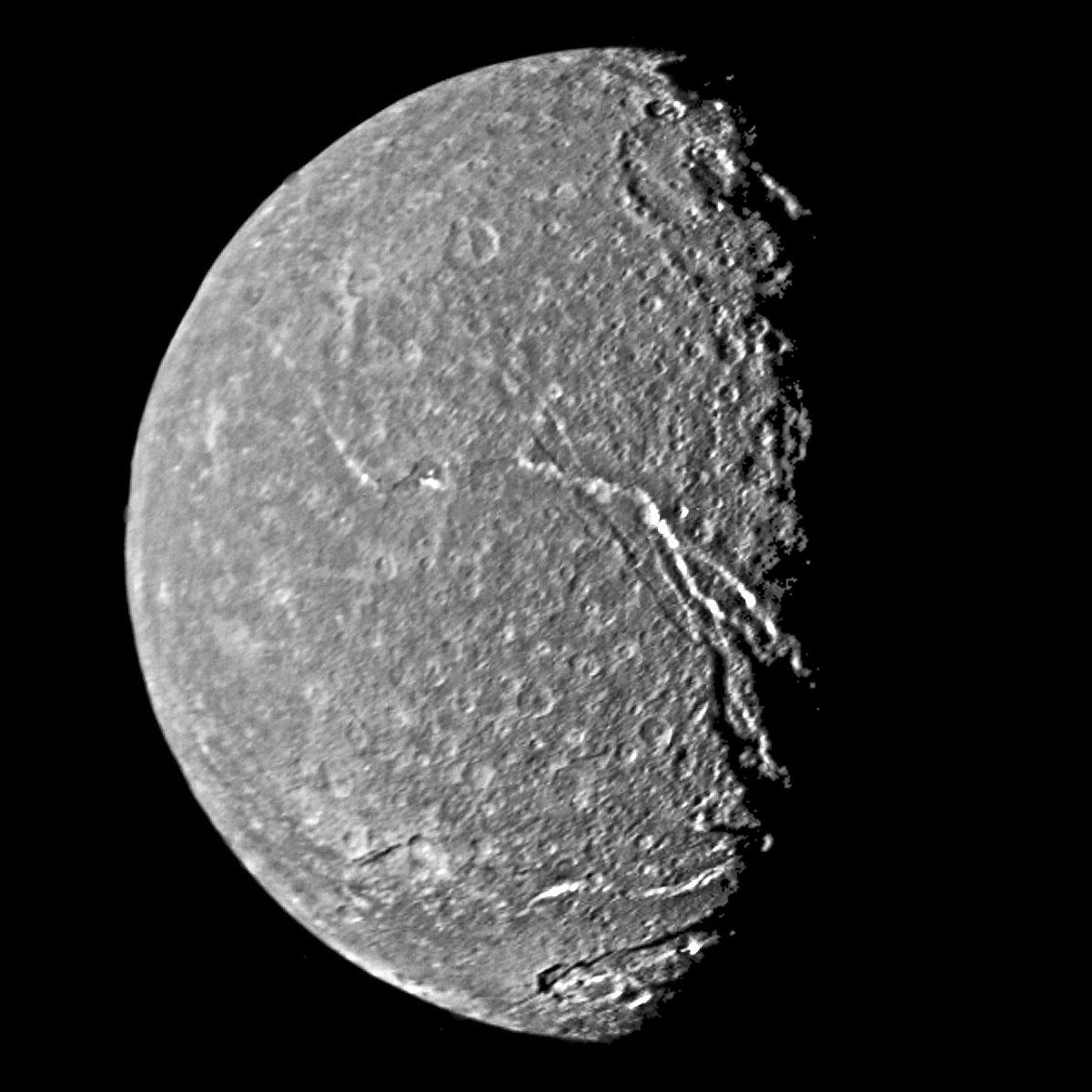
Titania 1986, Voyager 2
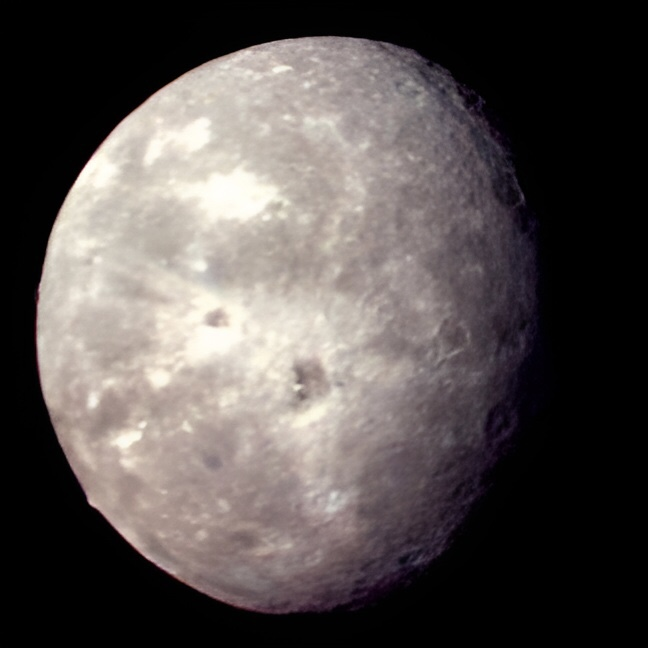
Obéron 1986, Voyager 2

### Satellites de Neptune

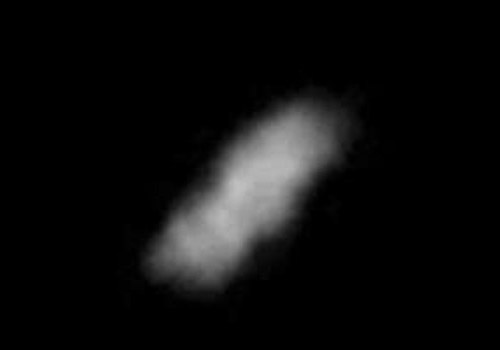
Naïade 1989, Voyager 2
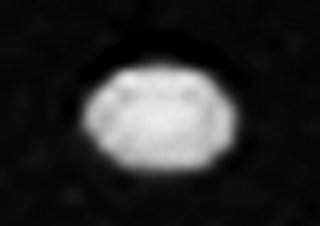
Despina 1989, Voyager 2
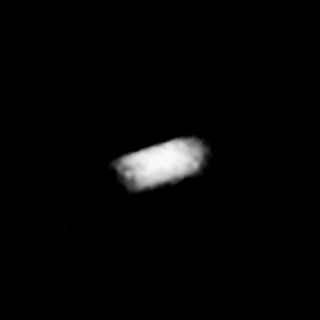
Galatée 1989, Voyager 2
Larissa 1989, Voyager 2
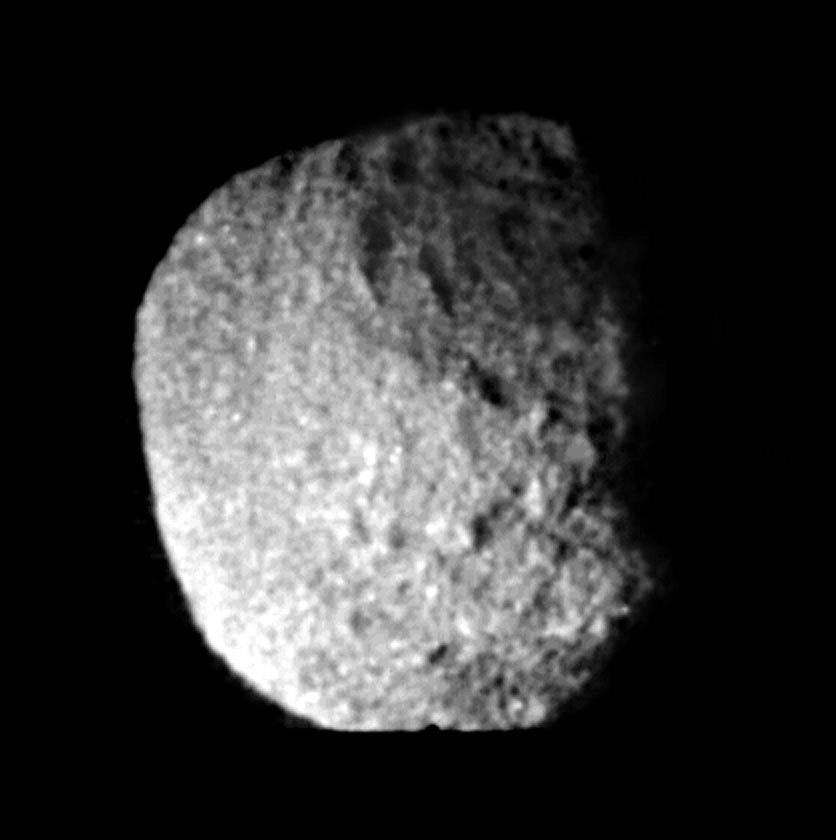
Protée 1989, Voyager 2
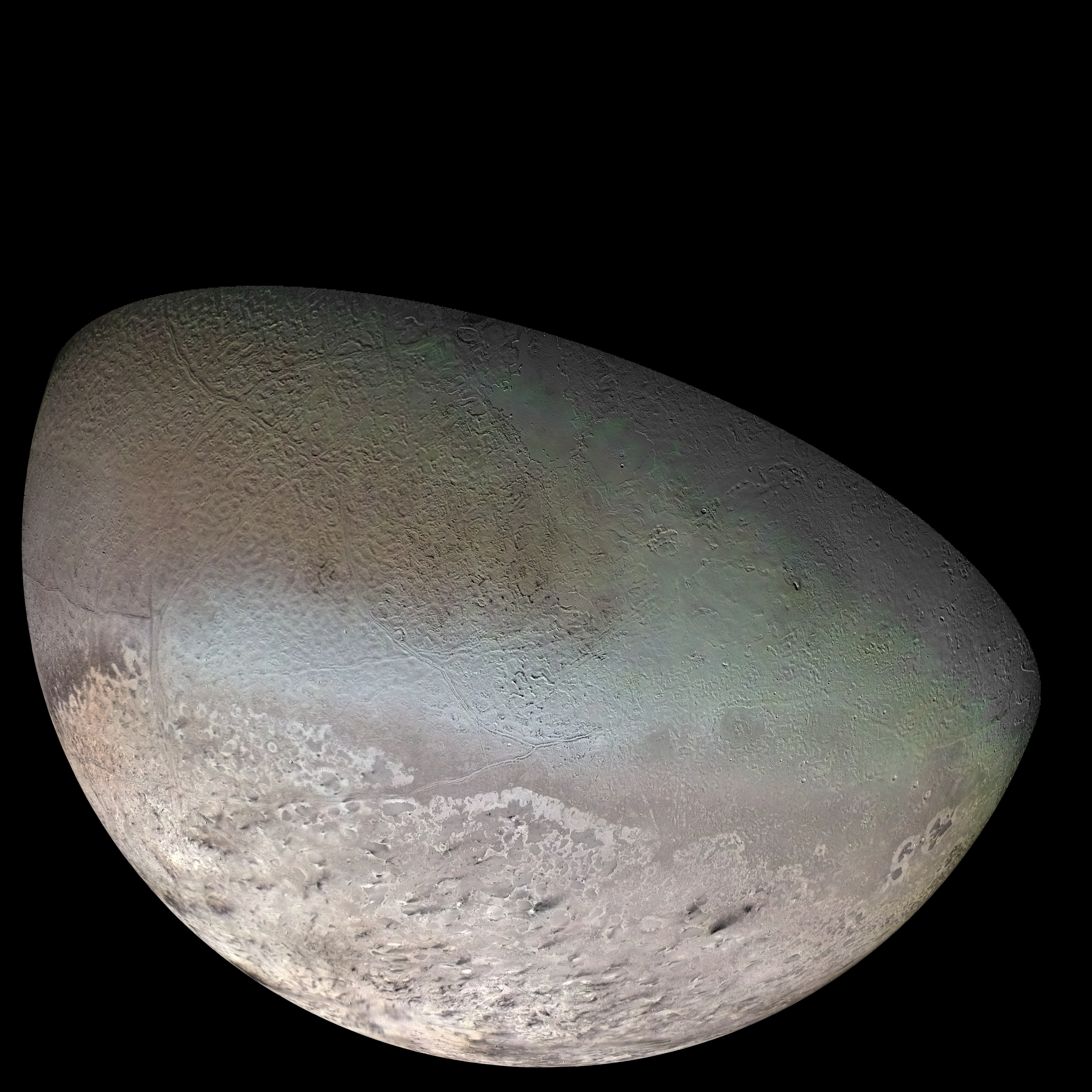
Triton 1989, Voyager 2
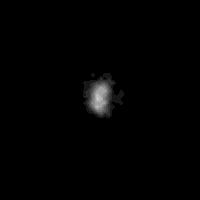
Néréide 1989, Voyager 2

### Satellites de Pluton

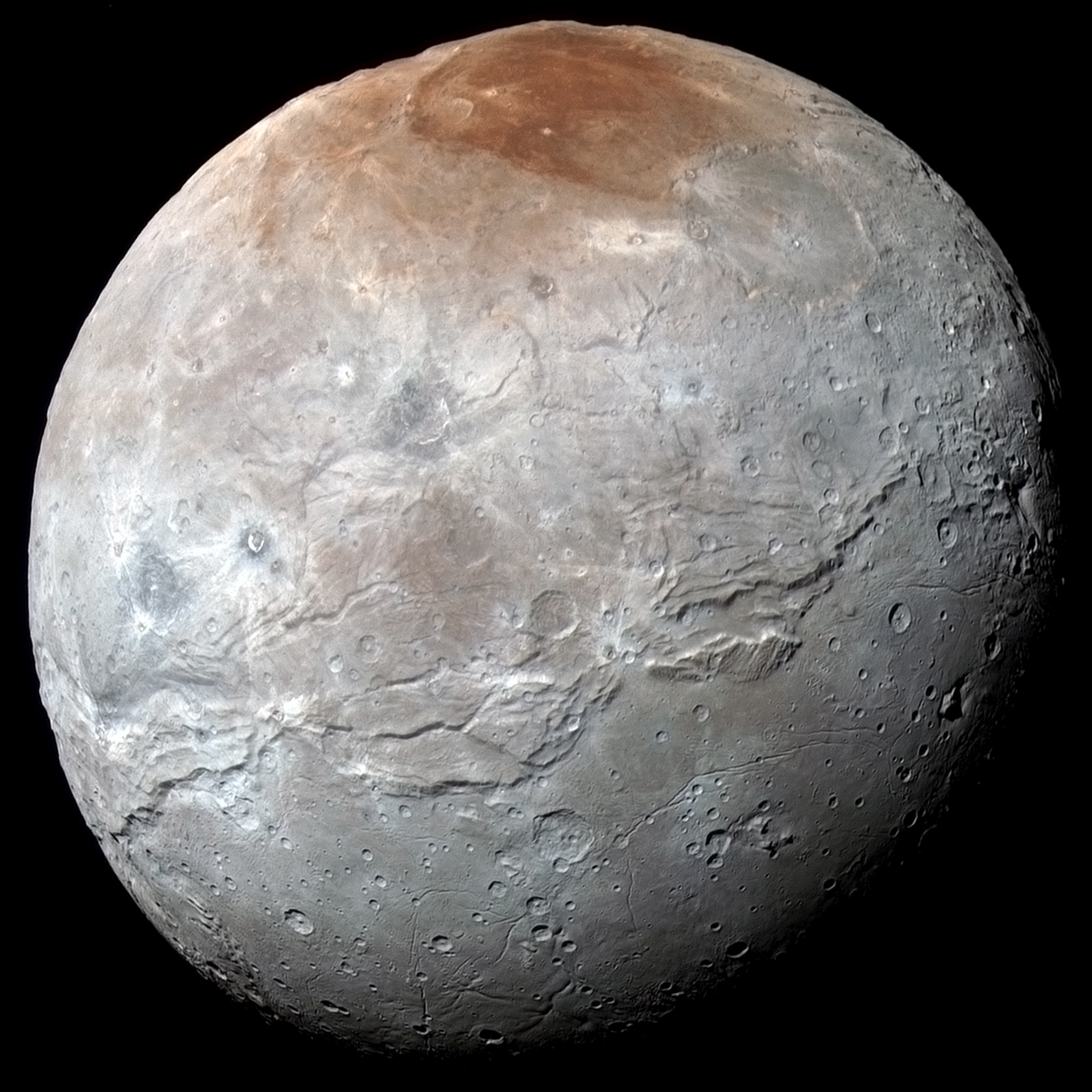
Charon 2015, New Horizons
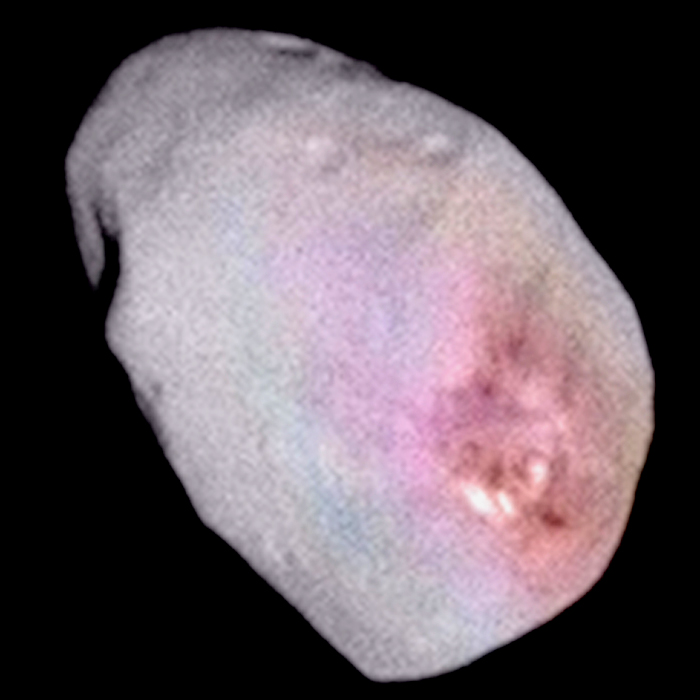
Nix en fausses couleurs 2015, New Horizons
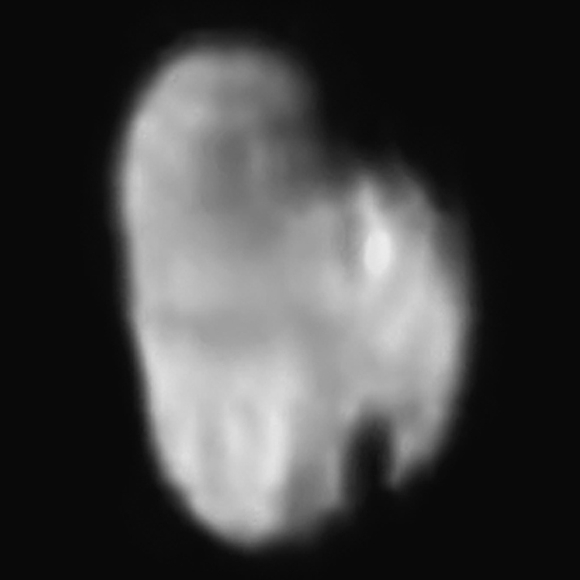
Hydre 2015, New Horizons
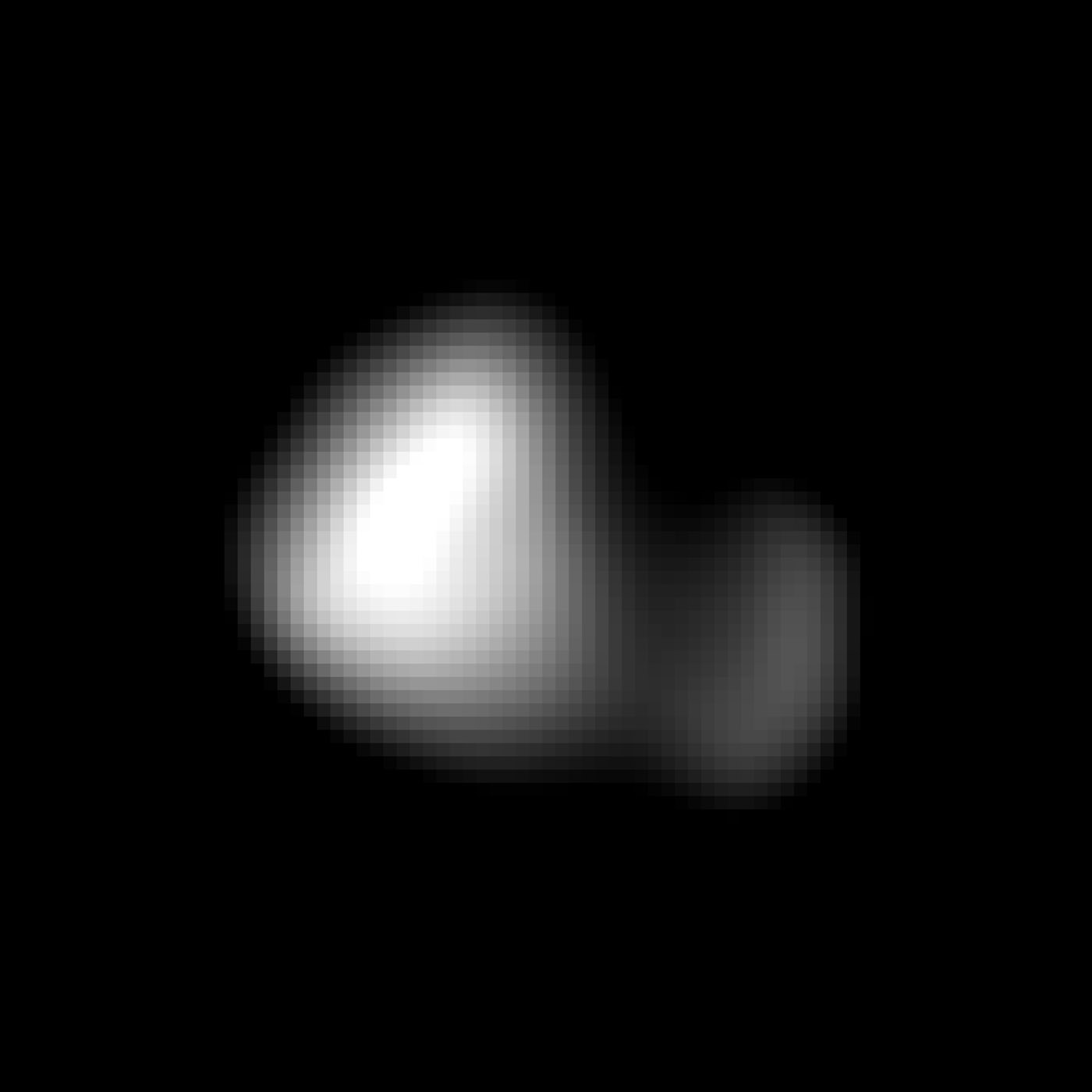
Kerbéros 2015, New Horizons
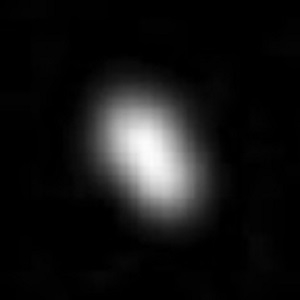
Styx 2015, New Horizons

## Astéroïdes

Vesta 2015, Dawn
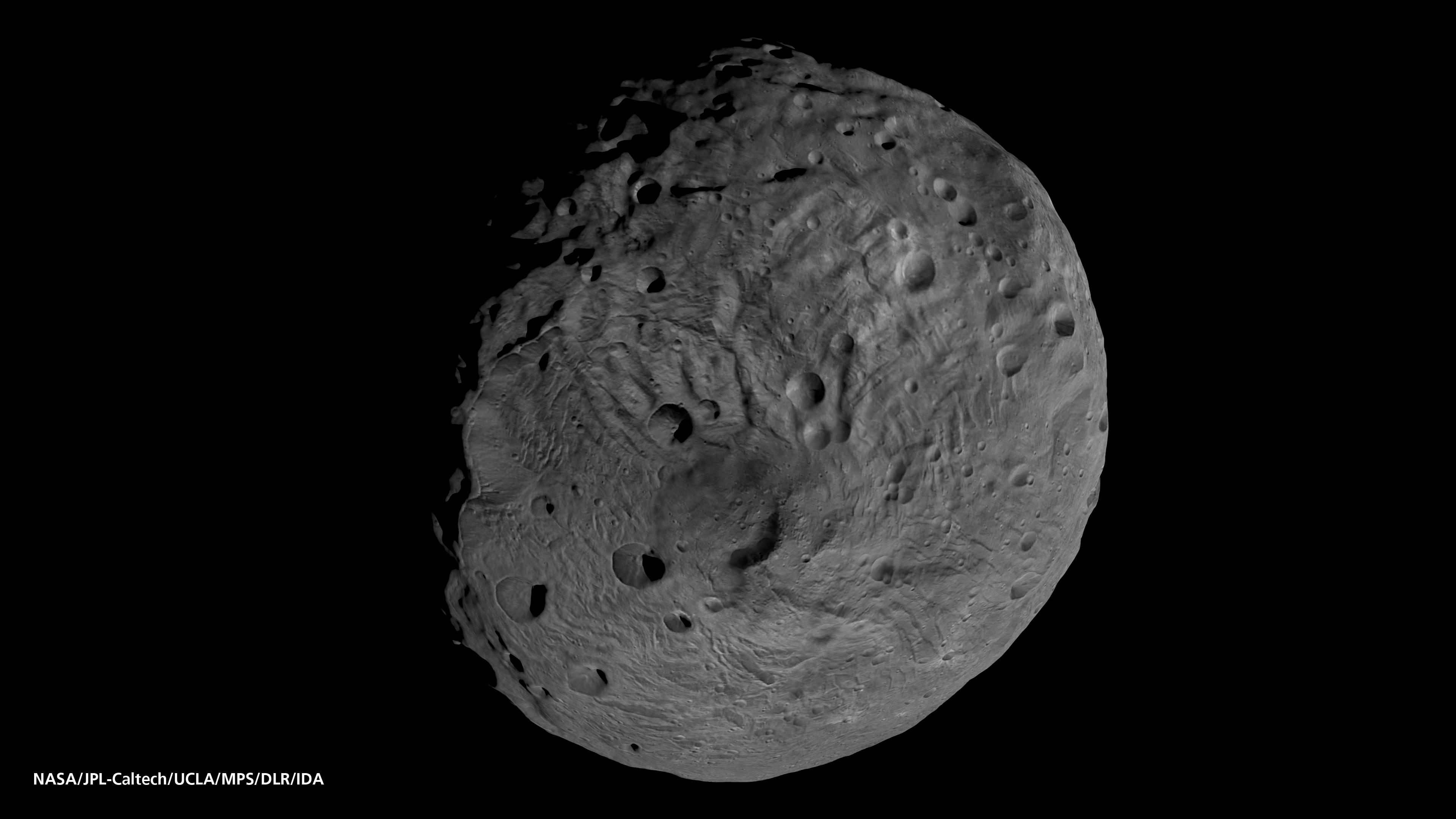
Pôle sud de Vesta 2015, Dawn
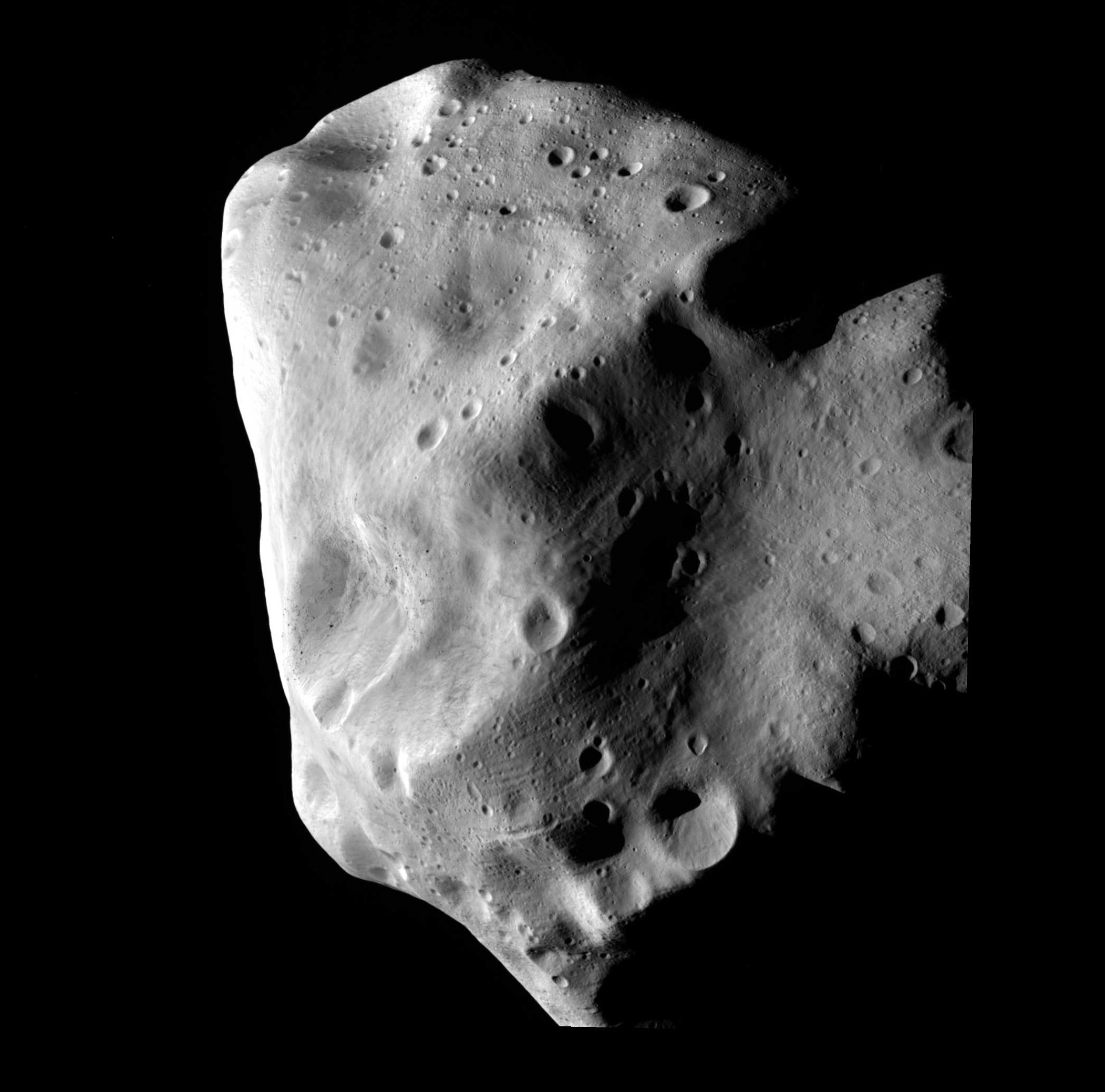
Lutèce 2010, Rosetta
Ida 1993, Galileo
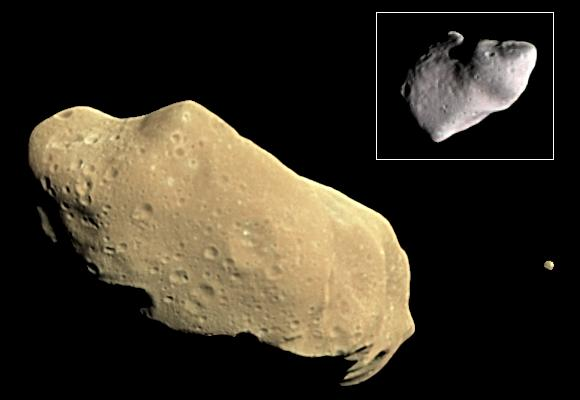
Ida et Dactyle 1993, Galileo
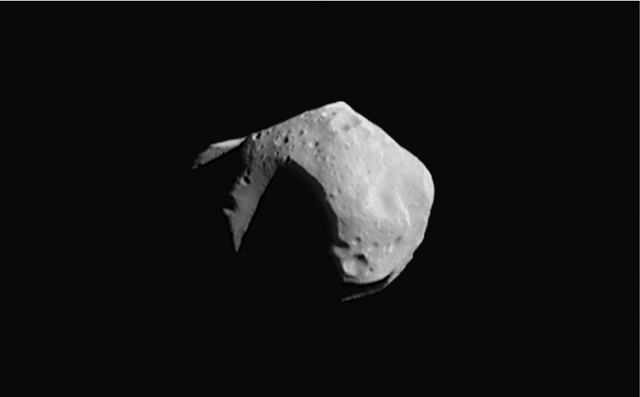
Mathilde 1997, NEAR Shoemaker
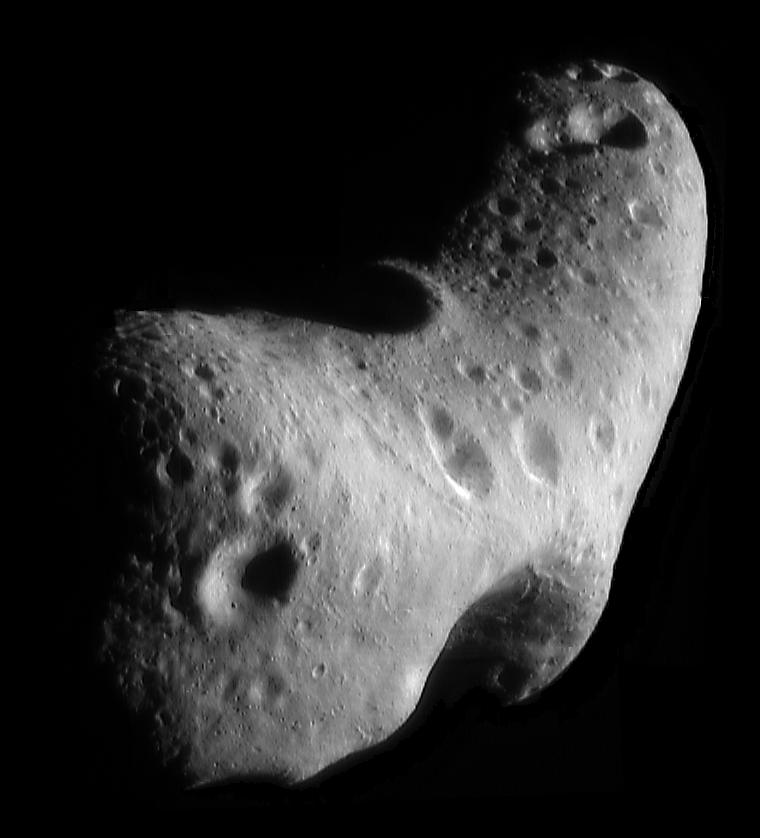
Éros 2000, NEAR Shoemaker
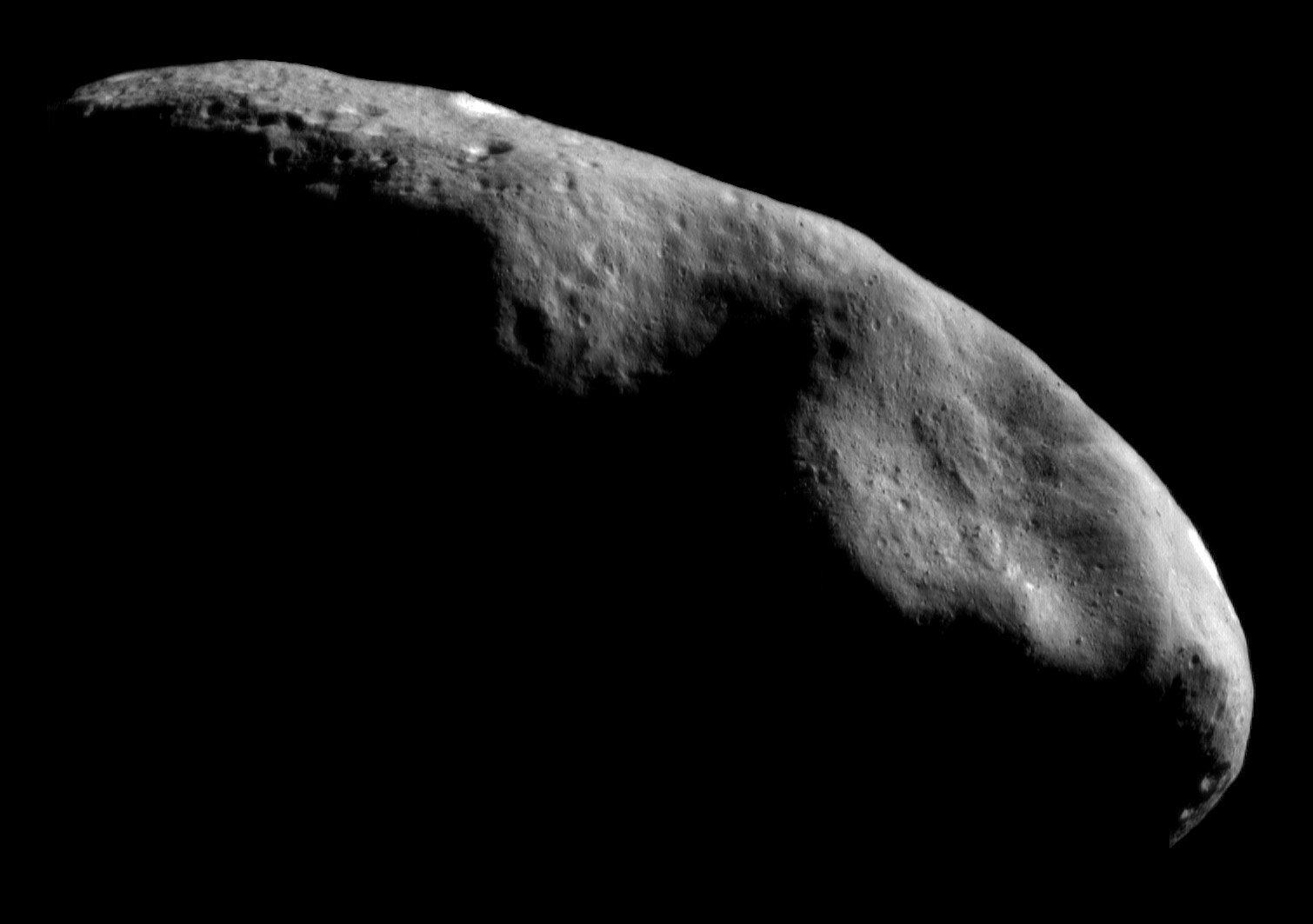
Hémisphère sud d'Éros 2000, NEAR Shoemaker
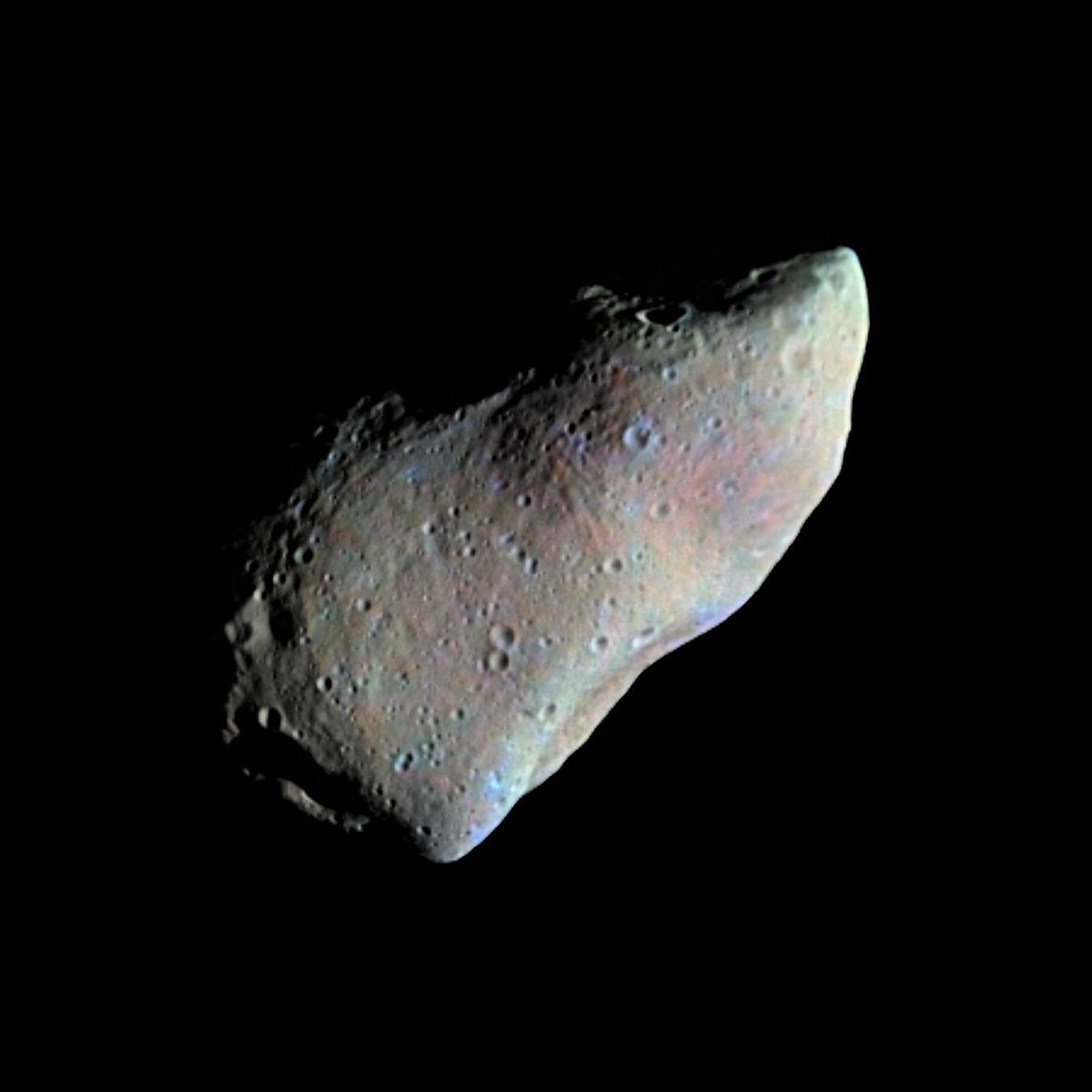
Gaspra 1991, Galileo
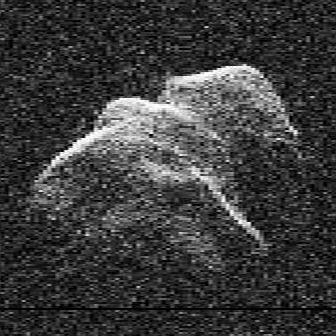
Toutatis 1996, Goldstone
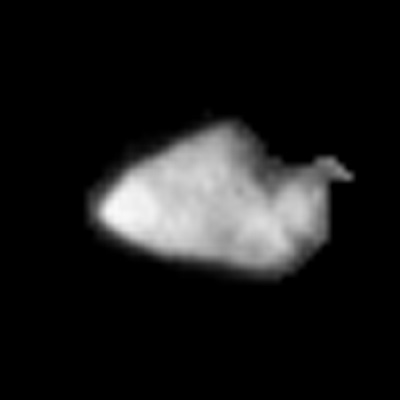
Annefrank 2002, Stardust
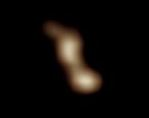
Braille 1999, Deep Space 1

## Comètes

Tempel 1 2005, Deep Impact
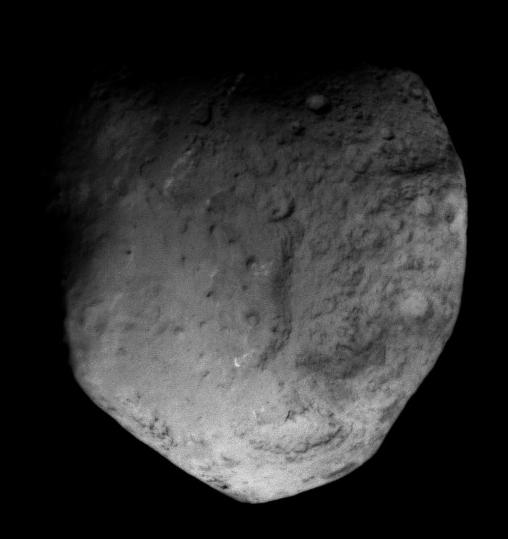
Tempel 1 2011, Stardust
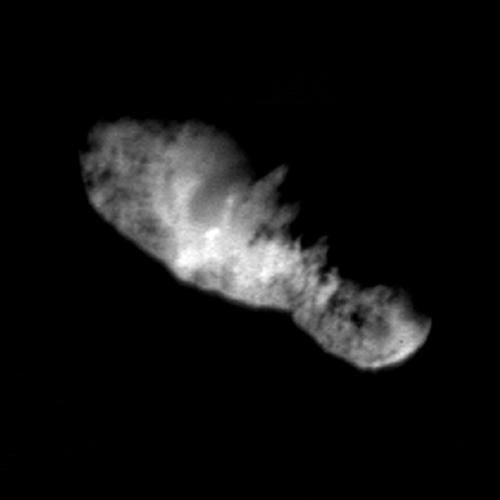
Borrelly 2001, Deep Space 1
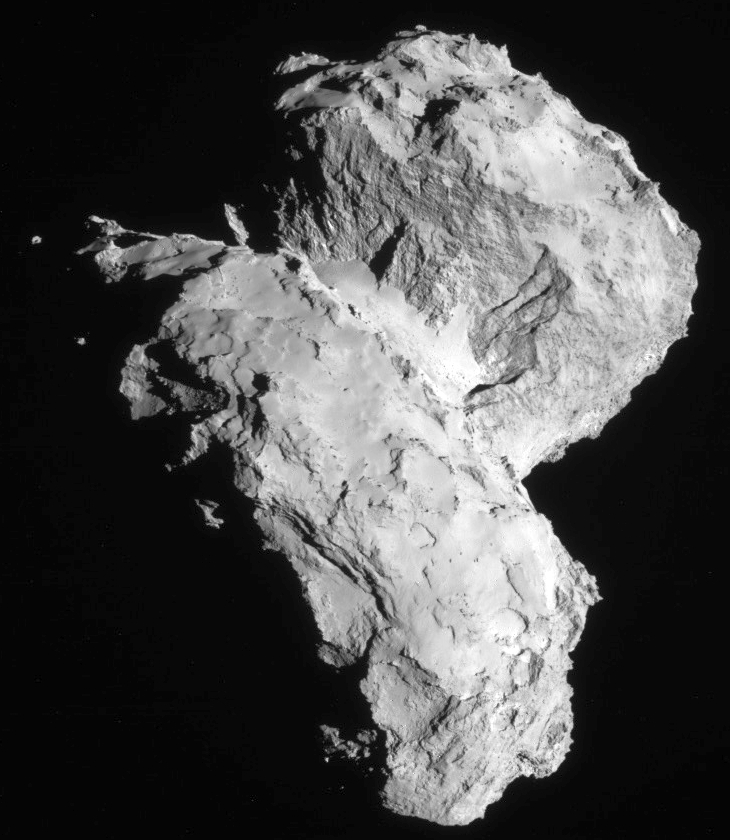
Tchourioumov-Guérassimenko 2014, Rosetta
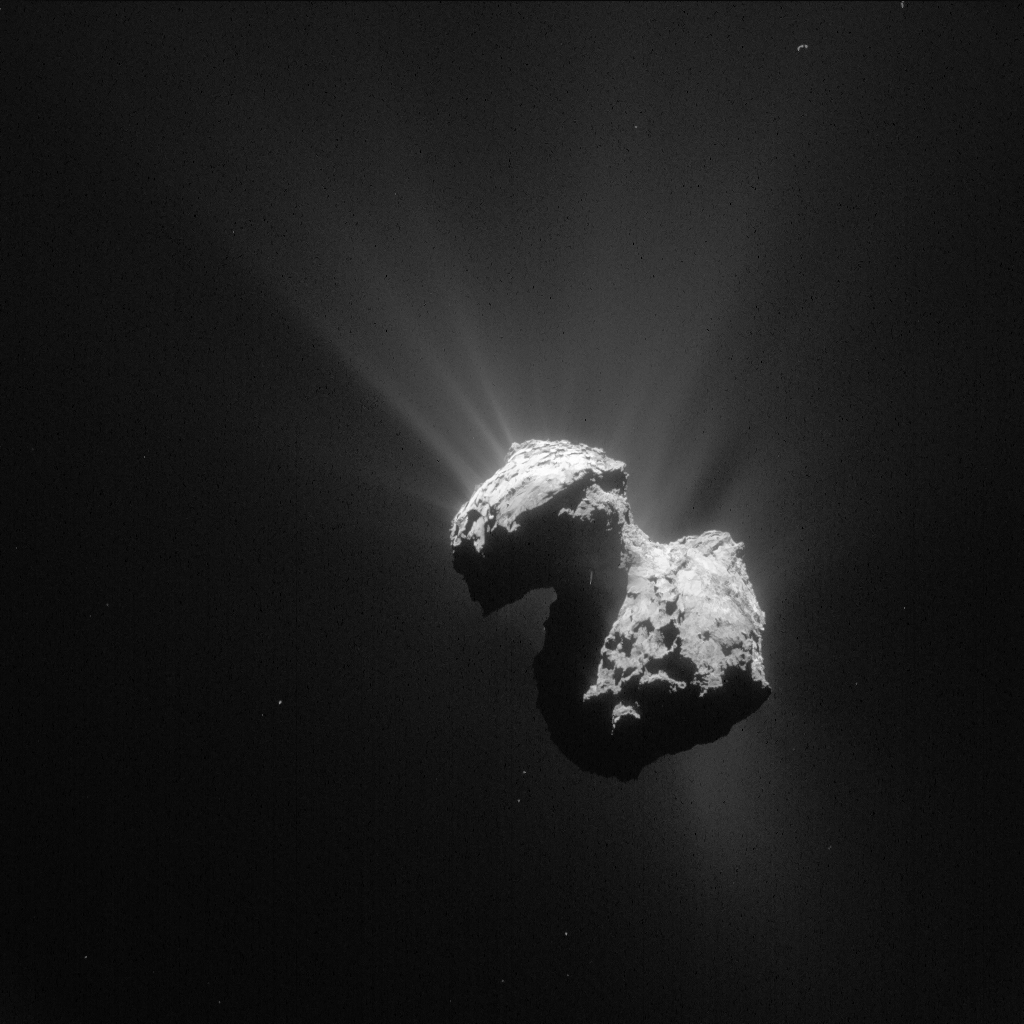
Tchourioumov-Guérassimenko 2015, Rosetta
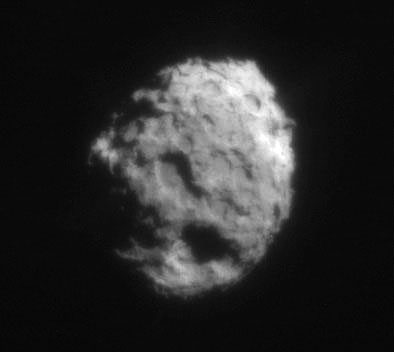
Wild 2 2004, Stardust
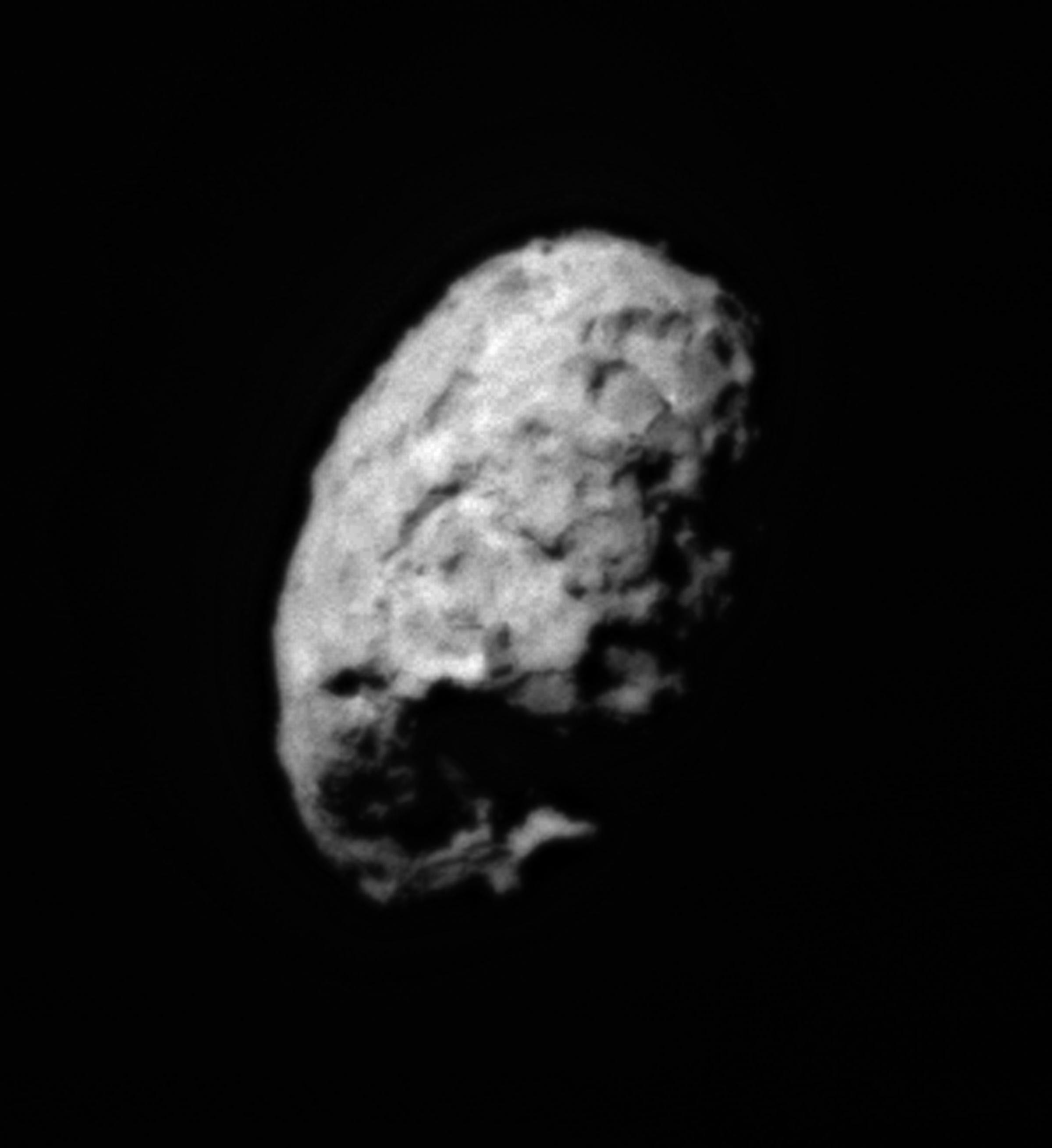
Wild 2 2004, Stardust
Hartley 2 2010, Deep Impact